# Mitteleuropäischer Wirtschaftstag
Der Mitteleuropäische Wirtschaftstag (MWT) war von August 1931 bis 1944 ein Interessenverband der führenden deutschen Konzerne, Banken und Wirtschaftsverbände, der zunächst das Ziel verfolgte, den mitteleuropäischen Markt wirtschaftlich zu erobern und politisch indirekt zu beherrschen. Nach der Hegemonie über den süd- und osteuropäischen Markt sollte in einer zweiten Stufe der Kampf um den Weltmarkt aufgenommen werden. Der MWT betrieb damit nicht primär mit militärischen Mitteln, sondern in erster Linie mit wirtschaftlichen und handelspolitischen Maßnahmen eine geopolitische Strategie.
Während die frühe Forschung den MWT nur als einen Teil der deutschen Aufrüstung und Kriegsvorbereitung betrachtete, sieht die neuere Forschung den MWT in Opposition zum militärischen Imperialismus des inneren Kabinetts um Hitler. Nach Darstellung des MWT-Mitarbeiters Alfred Sohn-Rethel und der MWT-Forschung steht der Mitteleuropäische Wirtschaftstag für eine bis dahin historisch einmalige Konzentration von deutschen Wirtschaftsinteressen, da dieser Zusammenschluss die führenden Vertreter der wichtigsten Institutionen in Wirtschaft, Militär und Staatsbürokratie für dieses konkrete politische Programm bis Ende 1935 vereinen konnte. Im Laufe der NS-Diktatur verlor der MWT zunehmend seinen Einfluss auf die politische Strategiebildung, doch der Hitler-Stalin-Pakt brachte noch einmal das Primat der Politik vor dem Krieg vorübergehend zur Geltung. Der Überfall auf die Sowjetunion am 22. Juni 1941 gilt zugleich als das endgültige Scheitern und das Ende dieser ökonomischen Strategie, da bald darauf der Eintritt der Vereinigten Staaten in den Zweiten Weltkrieg gegen das „Dritte Reich“ erfolgte. Danach beschränkte sich der MWT auf wirtschaftliche Aktivitäten und ordnete sich der von Hitler durchgesetzten militärischen Expansion unter.
Für eine Liste der Mitglieder siehe: Liste der Mitglieder des Mitteleuropäischen Wirtschaftstages.

## Geschichte

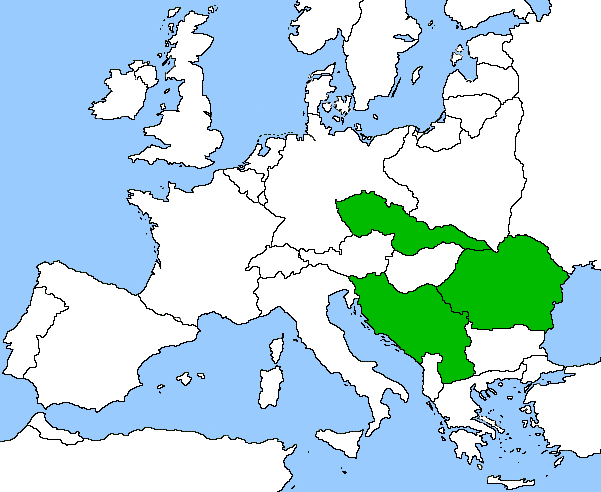
Staaten der Kleinen Entente in SO-Europa

Seit dem Wirtschaftstheoretiker Friedrich List gab es in Deutschland eine Kontinuität an europastrategischen Überlegungen und Bestrebungen. Wegen der seit dem späten 19. Jahrhundert mit Deutschland rivalisierenden Industriestaaten und Kolonialmächte Großbritannien und Frankreich im Westen Europas richtete sich das deutsche Hegemonialinteresse vorwiegend nach Mittel- und Südosteuropa. Der Begriff Mitteleuropa ist in der politischen Debatte stets diffus geblieben, er lässt sich „weder geographisch noch politisch noch kulturell eindeutig verorten“. Bereits 1904 gründeten deutsche Industrielle und Verbände (vorwiegend aus Sachsen und Schlesien) den Mitteleuropäischen Wirtschaftsverein (MEWV). Der MEWV vertrat partikularistische Interessen und stand für den Vorrang einer wirtschaftlichen Beherrschung des mitteleuropäischen Marktes, was jedoch auf den Widerstand der Reichsregierung traf, die den freien Welthandel bevorzugte und sich der wirtschaftlichen Herausforderung der USA stellen wollte. Demgegenüber bildete sich während des Ersten Weltkriegs unter dem Primat der militärischen Beherrschung ein „Donau-, Balkan- und Schwarzmeerländerverband“ (Dubvid). Ebenfalls unter militärischen Prämissen gab ein „Wirtschaftsausschuß Ukraine“, eine „Deutsch-Finnländische Vereinigung“, eine „Deutsch-Georgische Gesellschaft“ sowie ein „Deutsch-Nordischer Verband“ von 1916 bis 1918 die Zeitschrift Osteuropäische Zukunft heraus. Die von 1915 bis 1918 existierende Reichsdeutsche Waffenbrüderliche Vereinigung verfolgte ebenso eine militärisch durchzusetzende Dominanz eines Mitteleuropa unter deutscher Führung.
Hinter der 1916 von Emil Georg von Stauß und Arthur von Gwinner aus der Taufe gehobenen MITROPA stand bereits das Konzept eines von Deutschland beherrschten Wirtschaftsraumes Mitteleuropa.
Nach dem verlorenen Ersten Weltkrieg wurde die deutsche Industrie durch eine Reihe von Einschränkungen gezwungen – erst vorwiegend durch die Reparationsforderungen und dann ab 1929 durch die Weltwirtschaftskrise – ihre ökonomischen Aktivitäten immer mehr auf Mitteleuropa zu verlagern. Eine der wirtschaftlichen Ursachen für den Zwang zu einer Umorientierung in handelspolitischer Hinsicht war ein hoher Grad an Überkapazitäten vor allem in der hochrationalisierten und dennoch defizitären eisen- und stahlverarbeitenden Industrie. Daher wurde von der Schwerindustrie für die handelspolitische Umorientierung mit dem Schlagwort der „Umlagerung des Außenhandels“ geworben, was vor allem in der Reichswehr „spontan“ und gut aufgenommen wurde.
Die Initiative zum Aufbau des MWT ging Ende der 1920er-Jahre von der rheinischen Schwerindustrie aus. Als maßgebliche Auftraggeber für den MWT nennt der Industrielle Tilo von Wilmowsky seinen Schwager Gustav Krupp von Bohlen und Halbach und Paul Reusch, der MWT-Mitarbeiter und der als Marxist unerkannt gebliebene Alfred Sohn-Rethel führt allgemein die „Krupp-Werke“ an. Der Historiker Seckendorf grenzt die Urheber auf wenige Mitglieder der Ruhrlade ein. 1928 begann die Suche nach einer geeigneten Organisationsform mit politisch neutralem Ansehen, unter deren Dach die wirtschaftliche Expansion und politische Hegemonie Deutschlands in Mitteleuropa konzentriert durchgesetzt werden konnte. Ihr Ergebnis war die unauffällige institutionelle Unterwanderung und wirtschaftspolitische Neuausrichtung der seit September 1925 bestehenden Mitteleuropäischen Wirtschaftstagung (MEWT) in Wien. Die MEWT ging auf die Initiative des Wiener Großkaufmanns und Lebensmittelindustriellen Julius Meinl und des ungarischen ehemaligen Staatssekretärs und Ökonomen Elemér Hantos zurück. Die Mitglieder der MEWT setzten sich aus den Vertretern von mehreren Landesgruppen unter anderem aus Österreich, der Tschechoslowakei, aus Ungarn und Großbritannien zusammen. Sie vertraten einen freihändlerischen Kurs, der zunächst in den Nachfolgestaaten der früheren Habsburgermonarchie etabliert werden sollte. 1926 zog sich Meinl wieder zurück, da er seine Idee einer Wiederherstellung der austriazentrischen Zollunion nicht durchsetzen konnte. Hantos arbeitete danach „im Auftrag der Kleinen Entente“ und „erhielt von der ČSR reichlich Mittel“.

### Gründung und Struktur
Am 6. Dezember 1926 gründete sich auch eine Deutsche Gruppe bei der Mitteleuropäischen Wirtschaftstagung mit Befürwortern des Freihandels wie dem Politiker Georg Gothein. Mitte 1928 wurde die Organisation in Mitteleuropäischer Wirtschaftstag (MWT) umbenannt, danach traten Repräsentanten der führenden deutschen Konzerne, Banken und Verbände in den Vorstand der Deutschen Gruppe ein. Zwischen Juni 1929 und Februar 1930 wandelte die Deutsche Gruppe die Wiener Zentrale um, indem schrittweise die Gegner einer großdeutschen Mitteleuropalösung durch deutschfreundliche Vertreter ersetzt wurden. Zur Gründungssitzung eines Arbeitsausschusses der Deutschen Gruppe im MWT trafen sich am 13. Februar 1931 mehrere Vertreter der rheinischen Industrie sowie weiterer Unternehmen und Verbände im Düsseldorfer Stahlhof. Als Geschäftsführer wurde Max Hahn eingesetzt – der handelspolitische Referent und die rechte Hand von Max Schlenker, dem Geschäftsführer des Vereins zur Wahrung der gemeinsamen wirtschaftlichen Interessen in Rheinland und in Westfalen; von Bismarck zum „Langnam-Verein“ verkürzt. Erster Vorsitzender des Präsidiums wurde der Krupp-Schwager und Direktor der Berliner Krupp-Werke Tilo von Wilmowsky, dem von der Schwerindustrie her eine Mittlerrolle zwischen den Interessen der Landwirtschaft und denen der Industrie zugedacht war. Der Arbeitsausschuss teilte seine Tätigkeit in drei Bereiche auf, einen handelspolitischen Ausschuss (Leiter: Martin Sogemeier), einen Agrarausschuss (Leiter: Friedrich Karl von Zitzewitz-Kottow, Landeshauptmann der Provinz Pommern) und einen Presse- und Propaganda-Ausschuss. Das Büro Hahn, wie der MWT-Sitz bald hieß, hatte eine Bürogemeinschaft mit der Redaktion der Deutschen Führerbriefe, ab 1933 umbenannt in Deutsche Briefe, um eine Nähe zu Hitler zu vermeiden. Der Herausgeber Franz Reuter war bereits seit Anfang 1931 gemeinsam mit Max Schlenker Leiter des Presse- und Propaganda-Ausschusses des MWT. Reuter hatte Zugang zum zweimaligen Reichsbankpräsidenten Hjalmar Schacht und war sein Vertrauter und Biograph. Die Arbeitsausschüsse fanden ihre Fortsetzung zum Teil in firmeneigenen Stäben oder eigens dafür abgestellten Mitarbeitern. Der MWT war in der Öffentlichkeit nicht präsent, lediglich die südosteuropäischen Verhandlungspartner sollten von der Existenz des MWT wissen. Neben dem Langnam-Verein beteiligte sich ab 1931 der Reichsverband der Deutschen Industrie und das Auswärtige Amt an der Finanzierung des MWT.

„Die Gründergruppe des neuen MWT war der »Stahlhof« in Düsseldorf gewesen, Tilo v. Wilmowsky, der Leiter der F.A. Krupp AG. in Berlin, wurde der Vorsitzende [des Präsidiums]. Er und Hahn erweiterten bald die Mitgliederzahl zu einer neuen Basis, die alle nennenswerten Konzerne und Gruppen des deutschen Finanzkapitals umfasste, also die I.G. Farben sowohl wie den Stahlverein, den Bergbaulichen Verein, das Kali-Syndikat und das Stickstoff-Syndikat, die Fahrzeugindustrie und den Maschinen- und Apparatebau, die Elektroindustrie wie die Dresdner Bank, die Verarbeitungsindustrie und die Großagrarier, den Essener Zweckverband, den ADAC und den Deutschen Auslands-Club (DAC), den Verein Deutscher Maschinenbauanstalten (VDMA), den Deutschen Städtetag und den Reichsverband der Deutschen Industrie (RDI), um nur einige zu nennen. Im Ganzen war es eine ideale Klaviatur für Hahn, um darauf seine weitgesteckten Pläne zu instrumentieren. Enge Beziehungen spannten sich mit der Preußischen Hauptlandwirtschaftskammer, mit der Reichswehr, speziell der Abwehr-Abteilung, und natürlich mit dem Auswärtigen Amt an.“

Bis 1931 diente der MWT nur als Propaganda-Organ für eine Zollunion mit Österreich und für eine Bekämpfung des Widerstands gegen die deutsche Expansion nach Südosteuropa. Die vom MWT übernommene volkstumspolitische Monatszeitschrift Volk und Reich erschien von 1925 bis 1944, ab Mai 1931 wurde die Zeitschrift erweitert um die Rubriken Mitteleuropäische Umschau und Weltpolitische Umschau, wobei letztere von dem Geopolitiker Albrecht Haushofer geschrieben wurde. Später verlor der MWT sein Interesse an dieser Publikation. Der Langnam-Verein richtete im September 1931 einen deutschen Sitz des MWT in Berlin ein, der zugleich zur neuen Geschäftszentrale aller europäischen Landesgruppen wurde – eine Büroetage in einem Gebäudekomplex am Berliner Landwehrkanal gegenüber dem Haus des Reichsverbands der Deutschen Industrie (Schöneberger Ufer 39, im Zweiten Weltkrieg zerstört, ab 1937 in Hildebrandtstr. 17) und nahe dem Bendlerblock.
Mit der Gründung einer Reihe von Mitteleuropa-Instituten verschaffte sich der MWT eine wissenschaftlich fundierte Grundlage für die Lösung der praktischen Probleme seiner Südosteuropapolitik. 1928 kam es zur Gründung eines „Institutes für Mittel- und Südost-Europäische Wirtschaftsforschung an der Universität Leipzig“ unter der Leitung von Kurt Wiedenfeld und Hermann Gross, dem Leiter der Wiener Zweigstelle der Volkswirtschaftlichen Abteilung der I.G. Farben. In Wien wurde am 1. März 1929 das Institut für Verkehrs- und Währungswesen gegründet. Am 10. September 1929 folgte das Brünner Institut für die Untersuchung der Zusammenarbeit bestimmter Produktionszweige (Zucker-, Kohle-, Textilindustrie). In Budapest wurde am 8. Mai 1930 ein Institut für Agrarfragen eingerichtet und im Winter 1929/30 kam noch ein weiteres Institut in Dresden hinzu.
Im Vorstand des Wiener Institutes saßen neben Wissenschaftlern auch Industrielle und Bankiers, darunter Arthur Krupp, ein Verwandter aus dem Hause Krupp, der für die Krupp AG die Aktienmehrheit bei der Creditanstalt erwarb. Weitere Vorstandsmitglieder waren Ludwig von Neurath, Direktor der österreichischen Creditanstalt, Viktor Freiherr von der Lippe, Direktor des Wiener Bankvereins, der Großindustrielle von Richard von Schoeller und Graf Colloredo-Mansfeld, Präsident der österreichischen Landwirtschaftsgesellschaft. Die Gründung des Brünner Instituts ging auf den Verband mährischer Industrieller zurück, der damit einer Initiative von Friedrich Nelböck nachkam, dem Sektionsleiter der Paneuropa-Union in Brünn. Dieses Institut wurde zu einer Einrichtung deutscher Industrieller in der ČSR mit engen Verbindungen zum Verein der Wollindustriellen Mährens und dem Deutschen Hauptverband der Industrie in Teplitz-Schönau.

### Organisation
Der MWT war eine historisch einzigartige Organisation hinsichtlich ihrer Mitglieder, der Programmatik, ihrer Strukturen und Funktionsweise. Historisch einmalig war daran vor allem die Interessenvereinigung aller bürgerlichen Machteliten einschließlich der Armee auf ein bestimmtes politisches Programm, nämlich der friedlichen wirtschaftlichen Durchdringung Mitteleuropas. Im Gegensatz zur großen wirtschaftlichen Bedeutung ihrer Mitglieder und zur ambitionierten Programmatik stand die eher informell verknüpfte Struktur der MWT-Organisation. Die Zentrale des MWT bestand nur aus einer Büroetage beim Bendlerblock mit einem Geschäftsführer und mehreren Sekretärinnen sowie bis 1936 mit Sohn-Rethel als Assistenten, dem Ernst Poensgen diese Stelle vermittelt hatte. Weitere Büros der angeschlossenen Landesgruppen gab es in den jeweiligen europäischen Hauptstädten. Die Hauptlast des erforderlichen Tätigkeitsspektrums hatten die beim MWT beteiligten Firmen, Banken, Verbände und Institute selbst zu tragen. So wurde in Deutschland die Agrarkartellierung von der zuständigen Bürokratie planmäßig organisiert, in Südosteuropa lag dagegen die wirtschaftliche Initiative in den Händen der privaten Unternehmen. Die Zentrale in Berlin übernahm nur übergeordnete Aufgaben wie etwa die Koordination und Abstimmung der verschiedenen Verbands-, Firmen- und Regierungsvertreter in Bezug auf die allgemeinen politischen Ziele der MWT-Agenda. Ministerialbeamte wie Carl Clodius, Karl Ritter und Ernst Freiherr von Weizsäcker sowie hochrangige Vertreter des Offizierskorps waren zwar keine offiziellen Mitglieder, standen aber in Kontakt mit dem MWT-Büro und nahmen an den MWT-Tagungen teil.
Seit Beginn der Neugründung und Umorientierung im August 1931 einigten sich die führenden Industriekonzerne, Großbanken, Großagrarier, Wirtschaftsverbände auf die Programmatik einer wirtschaftlichen Durchdringung der südosteuropäischen Staaten (pénétration pacifique). Ein Jahr später kam das Programm der Agrarkartellierung hinzu, das nach Angaben Sohn-Rethels die Errichtung eines autoritären Regimes in Deutschland zwingend notwendig mit einschloss. Im Laufe der Zeit traten noch weitere bedeutende Konzerne und Firmen bei und verpflichteten sich damit auch auf die MWT-Agenda. Während der friedlich orientierte wirtschaftliche Austausch mit den südosteuropäischen Staaten noch bis 1944 fortgesetzt wurde, gaben die MWT-Mitglieder ihren allgemeinen außenpolitischen Friedenskurs ab Ende 1935 zunehmend auf – zugunsten eines Kriegs- und Autarkiekurses. Ab 1936 ging mit der Errichtung der allen Ämtern vorgesetzten Vierjahresplanbehörde schrittweise die Macht der Staatsbürokratie an die Vertreter des NS-Regimes verloren. Bei den Staatsverträgen mit Ungarn und Rumänen wurde der MWT bei der Vorbereitung übergangen. Doch nach den ersten Kriegszügen in Europa konnte die MWT-Agenda einer friedlichen Durchdringung Osteuropas noch einmal durch die Mithilfe des Außenministeriums im Hitler-Stalin-Pakt einen unerwarteten, großen Erfolg erzielen. In Erwartung eines sehr umfangreichen Wirtschaftsaustauschs mit der Sowjetunion erweiterte sich 1940 die Organisationsstruktur des MWT mit einem Kuratorium und mehreren Beiräten, in denen erneut die Vorstandsmitglieder der großen Firmen und Banken einen Sitz einnahmen.

### Agrarkartellierung
Der erste offene Versuch zur Bildung einer Zollunion von Deutschland mit Österreich am 19. März 1931 wurde von Großbritannien und Frankreich erfolgreich wieder rückgängig gemacht. Die Folge war eine ernste Krise in den führenden Kreisen der deutschen Großindustrie. Nach intensiver Debatte, die im August 1931 abgeschlossen worden war, änderte der MWT die Vorgehensweise zur wirtschaftlichen Durchdringung von Südosteuropa. Das Ziel des neuen MWT blieb zwar die Bildung einer zollfreien Großraumwirtschaft in Südosteuropa, die als wirtschaftlicher „Ergänzungsraum“ für den Export deutscher Fertigprodukte und für den Import osteuropäischer Rohstoffe, Industrie- und Ölpflanzen sowie Halbfertigprodukte dienen sollte. Doch als Voraussetzung und Grundlage dieser Strategie wurde nun zuerst eine Einigung und Zusammenarbeit von Industrie und Großagrariern in die Wege geleitet, da eine solche politisch als notwendig erachtete Interessenkonzentration bisher noch nicht zustande gekommen war. Anstelle einer äußeren Einigung mit Österreich wurde nun die innere Einigung der Interessen von Großindustrie und -agrariern vorangetrieben. Eine solche Interessenkonzentration wurde erstmals in der Wirtschaftszeitung Rhein und Ruhr im September 1932 in vorsichtigen Andeutungen von Max Hahn und Wilhelm von Flügge formuliert; offiziell unterzeichnet haben den Artikel jedoch Max Schlenker und Freiherr Karl-Magnus von Knebel-Döberitz von der Pommerschen Landwirtschaftskammer.
Der MWT setzte sich zunächst dafür ein, den grundlegenden Interessengegensatz zwischen den Zollfreiheit wünschenden Exportindustrien und den protektionistischen Großagrariern auszugleichen, die seit der Reichsgründung auf einem totalen und hohen Zollschutz für ihre landwirtschaftlichen Produkte bestanden. Da die südosteuropäischen Staaten noch vorwiegend agrarisch strukturiert waren, konnten diese die deutschen Industrieexporte nur mit ihren preiswerten landwirtschaftlichen Erzeugnissen bezahlen. Die Lösung, die für dieses Problem gefunden wurde, nannten die Unterhändler „Agrarkartellierung“ und sah nach den Informationen des MWT-Mitarbeiters Sohn-Rethel folgende Maßnahmen vor: Die Erzeugnisse der deutschen Großagrarier, nämlich agrarische Rohprodukte wie Getreide und Futtermittel (Kartoffeln, Mais) wurden weiterhin mit hohen Zöllen geschützt, die deutsche klein- und mittelbäuerliche Vieh- und Veredelungswirtschaft (Molkerei- und Gartenbauprodukte) wurde dagegen den billigeren Importen aus den Nachbarstaaten schutzlos preisgegeben. Um trotz der zwangsläufig einsetzenden Landflucht eine landwirtschaftliche Minimalversorgung zu garantieren und zu stabilisieren, kam eine weitere Reihe von Maßnahmen zum Einsatz: das Verbot des freien Kaufs und Verkaufs sowie der freien Erbteilung des bäuerlichen Grundbesitzes. Damit wurde einerseits der Bestand der Familienbetriebe vor Erbteilung gesichert: Die in die Städte abwandernden Familienangehörigen konnten von der wieder in Gang kommenden Industrieproduktion aufgenommen werden. Im Gegenzug garantierte der Staat den kleinen und mittleren Bauernhöfen feste Preise. Weiterhin wurden im ganzen Reich Kühlhausanlagen gebaut, um die Preise stabil halten zu können. Nach dem Vorbild der industriellen Kartellpolitik sollten jedem Bauern die „Art und Menge seiner Produktion vorgeschrieben werden und der Absatz seiner Produkte auf staatliche Organe oder auf Zwangsgenossenschaften übertragen werden.“ Mit anderen Worten: Den kleinen und mittleren Bauernhöfen musste „die Freiheit ihrer Interessenvertretung genommen werden.“ Nach Angaben von Sohn-Rethel stammt der Gesetzentwurf zur Agrarkartellierung von dem vormaligen Verwaltungsjuristen Helmut Nicolai und wurde von ihm noch vor 1933 konzipiert. Zunächst führte Wirtschafts- und Landwirtschaftsminister Alfred Hugenberg mit entsprechenden binationalen Handelsverträgen die Politik der Agrarkartellierung aus. Nach Hugenbergs Demission wurde das Programm als „Reichserbhofgesetz“ am 29. September 1933 verabschiedet und gemäß den Angaben Sohn-Rethels von dem am 8. Dezember 1933 per Verordnung gegründeten „Reichsnährstand“ der Nationalsozialisten weiterhin unverändert durchgeführt. Dieses Gesetzpaket sei jedoch nur ein Teil einer Reihe von weiteren Novellierungen gewesen, die schon vor dem Machtantritt der NS-Regierung fertig ausgearbeitet worden waren. Am besten verständlich und am bündigsten erklärte Sohn-Rethel die Agrarkartellierung im Kursbuch 1970:

„Für die Mitteleuropapolitik mußte der innerdeutsche Markt für die Hauptprodukte der bäuerlichen Veredelungswirtschaft kartelliert werden; d. h. die Bauern sollten ihre Marktfreiheit verlieren, sich von einer öffentlichen Stelle (über die die Industrie sich die Kontrolle versprach!) Einkauf und Verkauf, Produktion und Verwertung, Größe und Verfügung über ihren Hof, also ihr Erbrecht, vorschreiben lassen, wofür sie garantierten Absatz und Preisstand für jedes Produkt und schuldenfreien (aber auch kreditunwürdigen) Besitz ihres Hofes als Gegengaben erhielten. Der deutsche Agrarmarkt war produktions-, vorrats-, absatz-, handels-, ja fast geburtenpolitisch nach Blut und Boden zu kontingentieren.“

Die Zwangsmaßnahmen in der Milchwirtschaft in den 1930er-Jahren erzeugten Folgen, deren Restriktionen bis heute nachwirken. Die Agrarkartellierung erzwang die Ablieferung der Milch aller Viehhalter an Molkereien innerhalb eines festgelegten Einzugsgebietes. Durch die Zwangsablieferung der Milch und die Verschärfung der Hygiene-Vorschriften verringerte sich die einst große geschmackliche Vielfalt der Butter- wie auch der Käsesorten. Mit ausreichend hohen Festpreisen subventionierte der Staat niedrige Butterpreise und förderte mit Prämien Mehrerzeugung, um eine Versorgungskrise wie im Ersten Weltkrieg zu vermeiden.

### Clearing-Verfahren wegen Devisensperre

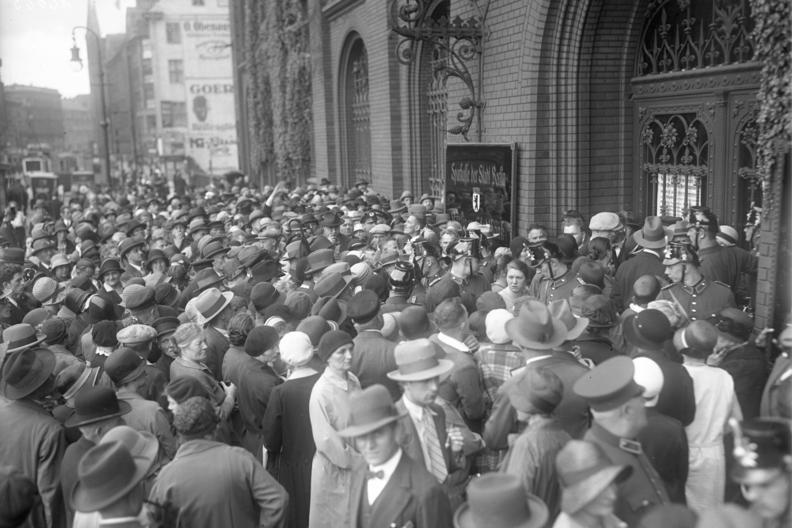
Andrang von Sparern vor der Sparkasse der Stadt Berlin nach dem Zusammenbruch der Danat-Bank am 13. Juli 1931

Der Zusammenbruch des internationalen Weltkreditsystems gilt als eine weitere wesentliche Etappe der Weltwirtschaftskrise. Am 6. Juli 1931 wurde auf Initiative von US-Präsident Hoover ein einjähriges Schulden-Moratorium für die deutschen Reparationen angenommen, da das internationale Vertrauen in die Zahlungsfähigkeit der Weimarer Republik durch den Bankenkrach seit Mai 1931 verschwunden war. Frankreich zögerte jedoch die Anerkennung des Hoover-Moratoriums hinaus, so dass Deutschland am 13. Juli 1931 zahlungsunfähig wurde. Das bedeutete für Deutschland und seine europäischen Schuldnerländer eine Devisensperre (Devisenbewirtschaftung, ab 1933 erweitert zum Transfermoratorium, einer einseitig verfügten Einstellung des Transfers von Zins- und Kapitalrückzahlungen der Reparationen). Der freie internationale Zahlungsverkehr kam zum Erliegen. Als der britische Notenbankdirektor Montagu Norman am 21. September 1931 das englische Pfund vom Golddevisenstandard abkoppelte, brach auch das internationale Weltkreditsystem zusammen. An die Stelle eines internationalen Geldverkehrs trat nun der Kompensationshandel von je einzelnen Waren, die im- und exportiert werden sollten. Von August 1931 bis zum Beginn des Zweiten Weltkriegs gab es keinen freien Kapitalverkehr mehr zwischen den Ländern. Eine bedeutsame Folge der Devisensperre war die Bildung von Wirtschaftsblöcken, bei denen die jeweils führenden Staaten ihre Währung als Leitwährung für ihren Einflussbereich durchsetzten. Großbritannien richtete auf der Konferenz von Ottawa im Juli/August 1932 eine Sterling-Zone (engl. sterling bloc) ein und bildete das sogenannte Ottawa system für den Handel mit Präferenzzöllen in den Ländern des Commonwealth. Die USA konzentrierten ihren Außenhandel auf Südamerika und die Karibik (Dollarblock) und 1936 folgte Japan mit der Bildung der sogenannten Großostasiatischen Wohlstandssphäre inklusive des besetzten Mandschukuos nach. Die Aufteilung der Weltwirtschaft in große Wirtschaftsräume („Großwirtschaftsraum“) mit jeweils einem Zentrum und einer ergänzungswirtschaftlichen Peripherie wurde damals zur gängigen wirtschaftspolitischen Zwischenlösung zwecks Überwindung der Devisenzwangsbewirtschaftung und Weltwirtschaftskrise.
Als Reaktion auf die Wirtschaftskrise beschloss im Oktober 1931 das MWT-Präsidium die Aufhebung des Meistbegünstigungsprinzips beim Handel in Südosteuropa und setzte sich stattdessen für Präferenzzölle bei einzelnen Agrarprodukten ein. Doch seit der Aufgabe des Goldstandards am 19. April 1933 durch die USA und damit des Goldwährungssystems war kein devisengestützter Handel mehr möglich. Deutschland behalf sich mit dem sogenannten Clearing-Verfahren, das Devisen, aber auch Zölle im internationalen Handel überflüssig machte. Die Im- und Exporte wurden nun in den Clearing-Verträgen durch Ein- und Ausfuhrsalden in den jeweiligen Währungen verrechnet, ohne dabei Devisen verwenden zu müssen. Die deutsche Seite richtete dafür in Berlin die zentrale Deutsche Verrechnungskasse ein.
Kritiker des MWT wie die DDR-Historiker sehen die Clearing-Verrechnung als ein Mittel der Ausbeutung an, dabei wird die allgemeine Devisensperre im zwischenstaatlichen Handel während der 1930er-Jahre allerdings übersehen. Sohn-Rethel dagegen hält lediglich die Mengenvorgabe selbst als einseitig benachteiligend, da darauf Deutschland mehr Einfluss hatte. Die Mengenkontingentierung (Mengenvereinbarung) war ein viel feiner einstellbares Mittel zur Warenregulierung als Präferenzzölle und daher der Hebel für eine weitreichende Agrar- und Industriepolitik in Südosteuropa. Die neue Handelspolitik ab 1933 basierte auf dem Muster: „industrielle Exportvergünstigungen gegen variable Mengenkontingente und feste Preiskontingente der Agrareinfuhr nach Deutschland.“ Während zu Beginn der wirtschaftlichen Expansion in Südosteuropa der Schwerpunkt auf dem Handel mit den allgemein fehlenden Metallen und Agrarprodukten gelegt wurde, verlagerte sich das Interesse seit dem Vierjahresplan Ende 1936 auf Produkte, die eine Autarkie Deutschlands im Kriegsfall ermöglichten. Insbesondere der I.G.-Farben-Konzern engagierte sich auf dem Gebiet der Beschaffung und Synthetisierung von rüstungs- und kriegsrelevanten Rohstoffen und Nahrungsmitteln. Damit jedoch untergrub der MWT mittelfristig seine primär wirtschaftlich angelegte Strategie der Geopolitik und arbeitete den Befürwortern einer militärischen Strategie zu.

### MWT-Aktivitäten in Südosteuropa

#### Rohstoffe
Südosteuropa war für den MWT vor allem in montangeologischer und landwirtschaftlicher Hinsicht interessant. Geologen und Firmen engagierten sich bei der Erkundung (Prospektion), der Erschließung (Exploration) und dem Abbau relevanter Lagerstätten von Erzmineralen und Metallen. So wurde unter anderem Antimon in Lissa und Zajace bei Sarajevo abgebaut, Blei-Zink-Vorkommen in Srebrenica (Jugoslawien), Kupfer bei Slatina (Jugoslawien) nahe den von Frankreich kontrollierten Mines de Bor, in Similti (Bulgarien) und bei Bruxkovo (Montenegro). Der Molybdän-Abbau in Bobijesto (Bulgarien) blieb ohne nachhaltige Ausbeutung. Unter Mitwirkung der Friedrich Krupp AG wurde die Jugochrom AG gegründet, die unter Weltmarktbedingungen jedoch nicht rentabel war. Weiterhin wurde die Bergbaugesellschaft Montania AG mit Deutschen und Schweizer Investoren sowie jugoslawischen Grundbesitzern etabliert. 1937 wurden im Rahmen von Prospektionen Blei-Zinkvorkommen im bulgarischen Rhodopengebirge entdeckt; ihnen folgte im selben Jahr eine Gründung der Pirin AG (Granitoid, Felten & Guilleaume, Otto Wolff) und 1941 die Inbetriebnahme. Im Juli 1937 wurde ein Stahlwerk in Zenica bei Sarajevo eröffnet.
Die Stahlindustrie war auch an Waffenexporten nach Südosteuropa interessiert. Schacht reiste als Wirtschaftsminister gemeinsam mit leitenden Angestellten von Krupp häufig in die Balkanländer, um einen Tausch von Waffen gegen Rohstoffe in die Wege zu leiten. Schon aus diesem Grunde bestand bei Krupp kein Interesse an einem Krieg. Rüstungsexporte wurden als ein Mittel zur Marktöffnung und -erweiterung für alle Staaten betrachtet, die als wirtschaftlich wichtig erachtet wurden. Die Krupp AG hatte sich wegen seiner finanziellen Autonomie und seiner außergewöhnlich vielfältigen Produktion im zivilen Sektor erst spät dem hitlerschen Kriegskurs angeschlossen.
Die meisten Investitionen in Südosteuropa, die auf Initiative des MWT zustande kamen, waren nicht gewinnorientiert, sondern lediglich kostendeckend und zum überwiegenden Teil eine Subvention. Für den devisenfreien Erwerb der Rohstoffe zahlten die Deutschen Preise, die 20 bis 30 % über dem Weltmarktniveau lagen. Es waren weitreichend orientierte Investitionen, die mittel- und langfristig eine zunehmende Bindung an die deutsche Wirtschaft aufbauen sollten. Entscheidend war für den MWT nicht ein Profit auf Kosten der Bevölkerung und Handelspartner, sondern die Verdrängung des britischen und französischen Kapitals aus Südosteuropa, das sich dort nach Kriegsende zwischen 1924 und 1930 auf 25 Mrd. Goldfrancs an Krediten belief. Aus einer zunehmenden Abhängigkeit von Deutschland sollten die südosteuropäischen Staaten später nur unter sehr hohen Kosten wieder aussteigen können. Zwar stieg der südosteuropäische Anteil am deutschen Gesamthandel zwischen 1931 und 1938 von vier auf zwölf Prozent, doch die Ausweitung des Handels mit Skandinavien und Südamerika war dagegen weitaus umfangreicher.

#### Landwirtschaft
Der Textilexperte Hans Croon von der Aachener Tuchfabrik GH und J. Croon hatte in der Türkei die Woll- und Tierhaar AG (Wotirag) gegründet und erfolgreich weiterentwickelt. Nach Anregung von Wilmowsky engagierte er sich auch in Bulgarien, dort ließ er mittels der Kreuzung von Merinoschafen mit den bulgarischen und rumänischen Schafrassen auf dem staatlichen Gutshof Clementina eine Merinomusterherde züchten, um den Wollertrag zu steigern. Einheimische Schäfer wurden zur Ausbildung in Schafzuchtmethoden nach Deutschland eingeladen, und deutsche Schäfermeister bildeten in Südosteuropa aus. Wilmowsky hält dieses lediglich kostendeckende Engagement für ein Musterbeispiel an Entwicklungshilfe.
Eine Erhebung des Mechanisierungsgrades in der Landwirtschaft Jugoslawiens ergab eine kaum vorhandene Mechanisierung in den 1930er-Jahren: Auf je 100 ha kamen nur zwei Eisenpflüge. Daher engagierte sich die deutsche mittelständische Landmaschinenindustrie mit dem MWT um eine verstärkte Ausstattung mit Landmaschinen. Südosteuropäische Jungbauern wurden auf der Landkraftfahrzeugführerschule Deulakraft von Warendorf in vier Monaten zu „Agronomen“ ausgebildet, danach errichtete der MWT eine Technikerschule im bulgarischen Gorna-Banja und in Kroatien. Dieses Engagement erbrachte ebenfalls keine Gewinne für die deutsche mittelständische Landmaschinenindustrie und war daher nur eine längerfristige Investition für einen zukünftigen Aufschwung in der Landwirtschaft. In Rumänien wurde erst 1941 eine Schule für Mechaniker von Landwirtschaftsmaschinen errichtet. Der „zweite, weitaus wichtigere Schritt“ zur Modernisierung der südosteuropäischen Landwirtschaft war die Errichtung von Reparaturwerkstätten. Dieser Plan blieb jedoch wegen des Zweiten Weltkrieges in den Anfängen stecken. Lediglich in Rumänien und Bulgarien konnte eine dörfliche Musterwerkstatt eingerichtet werden sowie 30 Kraftfahrzeug-Instandsetzungszüge zu je drei Wagen, die in mobilem Einsatz das gesamte rumänische Gebiet abdeckten.
Da der MWT eine kooperative Vorgehensweise bevorzugte und dem Misstrauen der Bauern gegenüber dem maschinellen Einsatz in der Landwirtschaft entgegenkommen wollte, entwickelten die Deutschen ein bäuerliches Beratungswesen, das nur vor Ort zur praktischen Anschauung von technischen und maschinellen Hilfsmitteln angewandt werden sollte. Es wurden zu Demonstrationszwecken zwei bulgarische „Beispieldörfer“ eingerichtet – Mramor, 15 km westlich von Sofia und Dolny Lukowic in der nordbulgarischen Tiefebene. Wilmowsky nennt diesen Dorftypus auch „Elektroversuchsdorf“, da eine Elektrifizierung mit entsprechender Infrastruktur wie Beregnungs- und Bewässerungsanlagen, Molkerei, Käserei, Geflügelzucht, Obst- und Gemüseanbau oder Krankenstation mit Apotheke angegliedert worden war. Außerdem wurde durch eine langfristige Beratung bei ausgewählten Höfen in 300 Dörfern mittels baulicher Verbesserungen und Maschineneinsatz demonstriert, wie ohne staatliche Subventionen und Kredite die Produktion und das Einkommen erhöht werden konnte. Weiterhin entstanden neue Schlachthöfe, Lager- und Kühlhäuser sowie eine Konservenindustrie für den Export von veredelten Erzeugnissen nach Deutschland.
Zur Ausbildung von akademischem Nachwuchs wurde 1935 von Krupp, anderen Industriellen und den I.G. Farben eine Deutschlandstiftung für Südosteuropa-Studenten eingerichtet. Zu Jahresbeginn 1936 nahm sie ihre Tätigkeit auf und verteilte 150 Stipendien im ersten Jahr. Insgesamt wurden bis 1942 rund 900 Absolventen in den Fächern Wirtschaftswissenschaften, Land- und Forstwirtschaft, Bergbau, Technik, Chemie und Medizin ausgebildet. Einzelne Firmen übernahmen Patenschaften für Studenten. Eine Ergänzung durch eine kaufmännische Ausbildung erfolgte im Frühjahr 1940 durch die Südoststiftung mit der Wiener Hochschule für Welthandel, die in vier Semestern Kaufleute für das Südostgeschäft ausbildete.

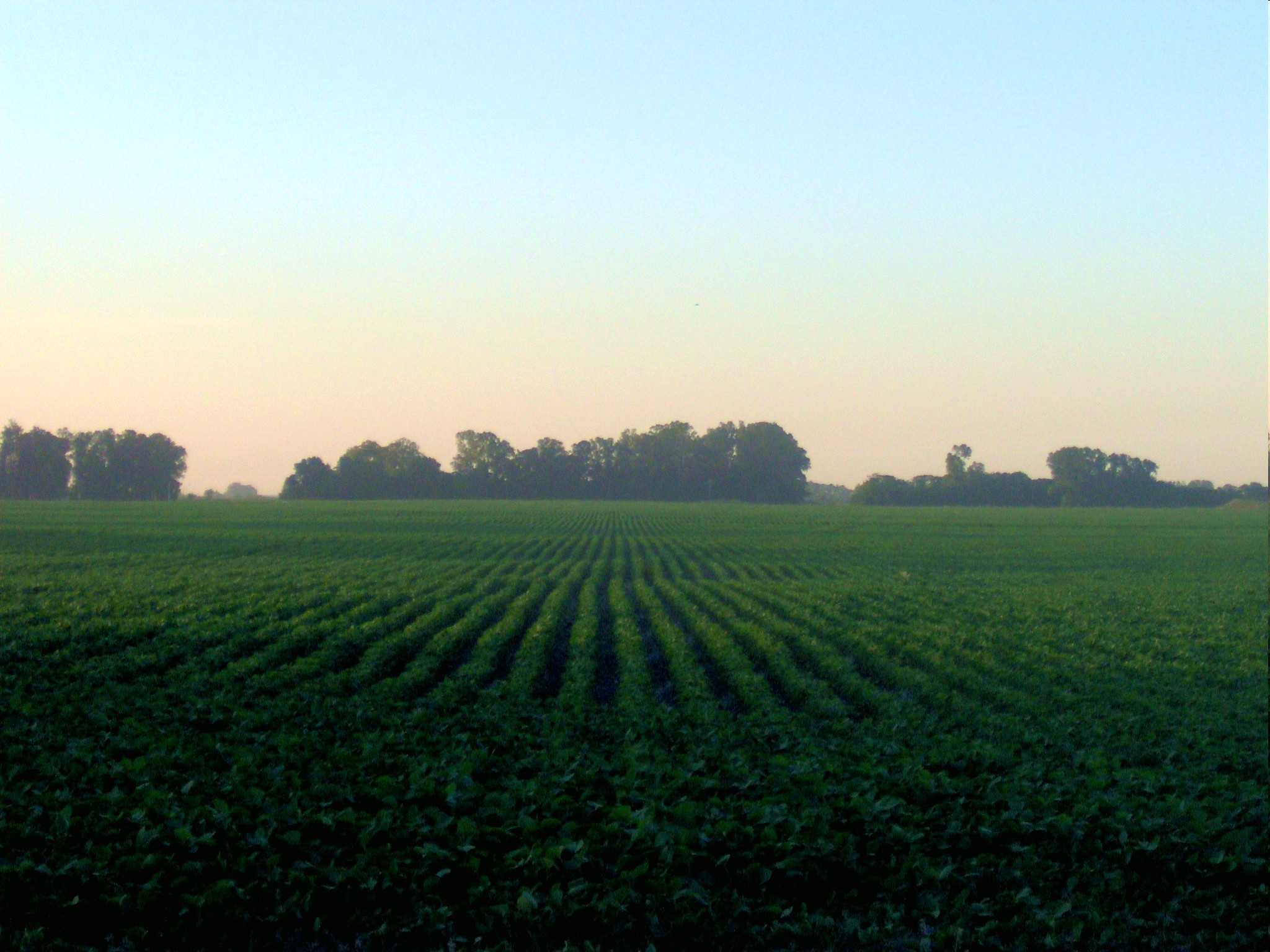
Sojabohnen-Feld

Die konkreten Investitionen, die unter Mitwirkung des MWT zustande kamen, waren keine Benachteiligung und Übervorteilung, da sie bis zu einem bestimmten Grade der Industrialisierung der dortigen Infrastruktur dienen sollten. Im machtpolitischen Bereich dagegen entfiel die Beachtung von Gleichheit und Gegenseitigkeit. Die MWT-Mitglieder waren sich weitgehend darin einig, die südosteuropäischen Staaten nur bis zur Errichtung von einfacher Industrie zu unterstützen. Gegner dieser „Ausbeutungstendenzen“ waren der Deutsche-Bank-Vorstand und das MWT-Kuratoriumsmitglied Hermann Josef Abs und der MWT-Vorstand Ulrich von Hassell. Linke MWT-Kritiker orientieren sich daher bei ihrer Kritik mehr an der Handelspolitik und vor allem an den ambitionierten Strategie-Entwürfen, Konzeptionen und Forderungen von Tagungsteilnehmern. In den zwischenstaatlichen Handelsverträgen und später bei den Staatsverträgen 1939 mit Ungarn und Rumänien, an denen der MWT nicht mehr beteiligt war, setzten die Deutschen die großräumige Veränderung der Anbaustrukturen in den betreffenden Ländern durch. Dabei handelte es sich um den Anbau von Industriepflanzen wie Flachs, Ölsaaten wie Lein und vor allem um eiweißreiche Pflanzen wie Soja, das zuvor nur aus der Mandschurei importiert worden war. Außerdem kam noch eine Kaufverpflichtung der südosteuropäischen Staaten in Deutschland hinzu, das wegen Devisenmangels und des Vorrangs der Rüstungsproduktion ein stets anwachsendes Defizit im Außenhandel mit den Balkanstaaten hatte. Im deutsch-rumänischen Staatsvertrag von 1939 („Wohlthat-Abkommen“) wurde der erste zwischenstaatliche Planungsausschuss etabliert, der vor allem für eine Investitionslenkung in Rumänien zuständig war.

#### Machtpolitik
Der MWT behielt sich stets eine Politik mit den deutschen Minderheiten in Südosteuropa als „fünfte Kolonne“ vor. Ein Südosteuropa-Memorandum des MWT von 1932 schlug eine Aufteilung Südosteuropas mit Italien in Interessengebiete vor, mit der Absicht, Italien später daraus wieder zu verdrängen. Doch konnte dieser Plan durch Veröffentlichungen von Édouard Herriot und Wickham Steed seiner Wirksamkeit beraubt werden. Außerdem machte Sohn-Rethel Geheimdienstoperationen publik, an denen der MWT beteiligt war oder zumindest Kenntnis davon hatte. Das Attentat auf den diktatorisch regierenden König Alexander I. von Jugoslawien am 9. Oktober 1934 geschah durch Pavelić-Terroristen mit Unterstützung des Spionageabwehrdienstes der Reichswehr. Seit 1934 wurde unter Anleitung der Gestapo und der Abwehr ein Spionagering in der Sowjetunion mit Hilfe von Jesuiten aufgebaut, die zu orthodoxen Popen ausgebildet und in der Sowjetunion konterrevolutionäre und religiöse Propaganda verbreiten sollten. Über die von der Katholischen Aktion geschaffenen Wege wurden sie an der Ostgrenze Polens vorwiegend in die Ukraine eingeschleust, ebenso wurden ehemalige Weißgardisten aus Jugoslawien und Rumänien in Berlin als Agenten ausgebildet und in die Sowjetunion eingeschmuggelt.

### Vorform der Deutsch-Französischen Montanunion

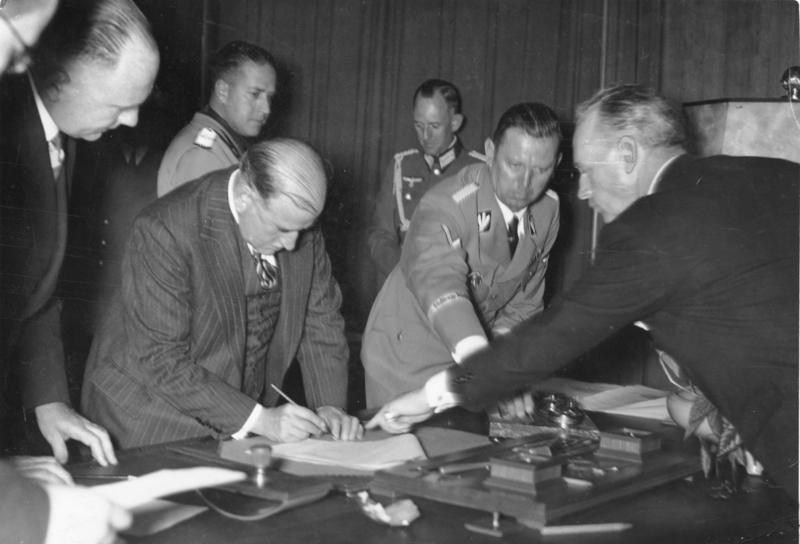
Premierminister Édouard Daladier unterzeichnet das Münchner Abkommen

Während der Verdrängung des französischen Einflusses aus den Staaten der Kleinen Entente entwickelten die deutschen Stahl- und Kohlekartelle eine zunehmend intensivere Zusammenarbeit mit der französischen Eisen- und Stahlindustrie. Von besonderer Bedeutung war der Deutsch-Französische Vertrag vom 10. Juli 1937, durch den die deutsche Kokskohle zur Hauptkohle für die französische Stahlindustrie wurde. Die Stahlunternehmen des Comité des Forges lieferten im Gegenzug französisches Eisenerz an die deutschen Stahlunternehmen. Das lothringische Stahlkartell Comité des Forges wurde von den Familien de Wendel und Laurent kontrolliert und bildete den Kern einer größer werdenden deutschfreundlichen Industriegruppe in Frankreich, so dass dies einer Vorform der Montanunion entsprochen hat. Bilaterale Kartellverträge zwischen den deutschen und französischen Stahlindustriellen und Chemieunternehmen sollten helfen, gemeinsam über die Wirtschaftsdepression hinwegzukommen. Ende der 1930er-Jahre hatte sich ein deutschfreundlicher Cordon (Gebiet) von etwa Lyon im Süden bis Lille im Norden herausgebildet. Vier Pariser Tageszeitungen und zehn weitere französische Blätter, welche die Stahlunternehmen kontrollierten, beeinflussten die öffentliche Meinung im Sinne einer deutschfreundlichen Außenpolitik.
Von September 1931 bis Oktober 1938 vertrat der französische Botschafter André François-Poncet die Interessen dieser Industriegruppe in Berlin. Diese Wirtschaftsinteressen machten erst das Münchner Abkommen möglich. François-Poncet hatte daher von allen Botschaftern in Berlin Hitlers größte Sympathie. Sein Nachfolger Georges Bonnet und Politiker wie Laval und Pétain setzten sich auch nach dem Münchner Abkommen für eine Beschwichtigungspolitik mit Deutschland ein bis zu dessen Krieg gegen Frankreich im Mai 1940. Nach der deutschen Besetzung Frankreichs führten sie ihre prodeutsche Politik im Vichy-Regime fort.

### Sonderrolle der I.G. Farben

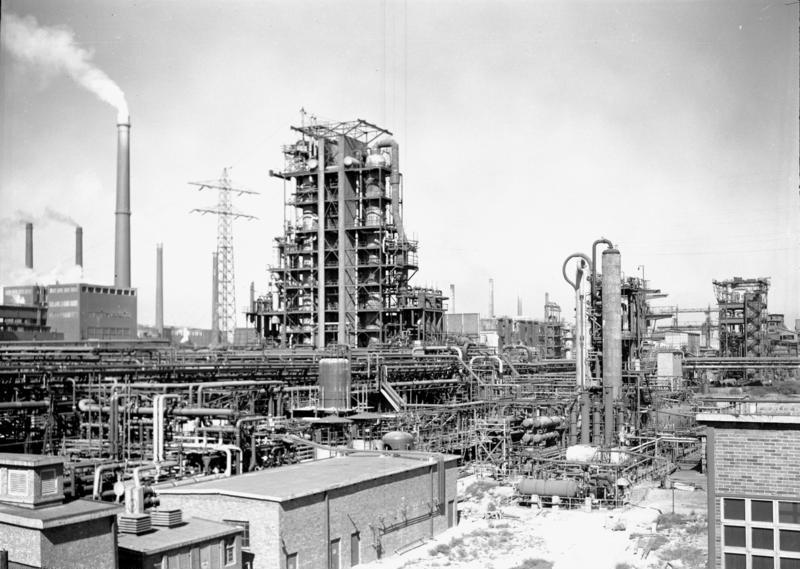
Leuna-Werke, Destillationsanlagen in der Treibstofferzeugung

Die I.G. Farbenindustrie A.G. war seit ihrer großen Fusion am 2. Dezember 1925 der größte Konzern Europas. Wichtige wirtschaftliche und politische Entscheidungen konnten nicht mehr gegen die Interessen dieses Firmenverbunds durchgesetzt werden. Erst die Zustimmung des Generalrats der I.G. Farben zum Programm der Agrarkartellierung setzte diese Strategie mit allen politischen Voraussetzungen und Konsequenzen durch, ebenso bildete das ambitionierte Sojabohnen-Projekt der I.G. Farben das Zentrum der agrarischen Aktivitäten des MWT in Südosteuropa. Allerdings war die Komplexität dieser Firmenzusammensetzung die Ursache für einen grundlegenden internen Interessenwiderspruch zwischen dem Kriegs- und dem Friedenskurs beziehungsweise zwischen Autarkiewirtschaft und internationalem Wettbewerb (Exportindustrie). Weil das Leunawerk zur Benzinsynthese defizitär als auch funktionsunfähig war und die I.G. Farben mit der damals gewaltigen Summe von 500 Millionen RM Schulden belastete, gab nach Angaben von Sohn-Rethel diese Notlage den Ausschlag für die Zustimmung des Generalrats der I.G. Farben Anfang Dezember 1932 zu einer Hitler-Diktatur. „Die Erfahrung mit dem Leunawerk veranlaßte die I.G. Farben, sich an der Bildung der Hitler-Diktatur zu beteiligen: In den ersten Tagen des Dezembers 1932 akzeptierte sie die Agrarkartellierung. Diese Tatsache war in einer Rede Carl Boschs vor dem Generalrat seiner Firma zum Ausdruck gekommen.“ Zugleich entzog die I.G. Farben damit die Unterstützung für das gerade gebildete Kabinett Schleicher. Doch nicht nur Hitlers Zusage zu einer staatlichen Subvention des Leunawerks (unter anderem mit hohen Benzinsteuern), sondern auch die finanzielle Unterstützung von Standard Oil lenkten den Kurs der I.G. Farben immer mehr in Richtung einer kriegsermöglichenden Autarkiewirtschaft und Aufrüstung. Nach dem geheimen Abkommen mit den Amerikanern im November 1929 (siehe unten) begab sich die I.G. Farben mit Hitlers Unterstützung Anfang November 1932 in eine weitere Abhängigkeit.
In den ersten Jahren der Hitler-Diktatur verfuhr die I.G. Farben noch zweigleisig, so etwa stellte die Firma Kooperationen und Kartelle mit französischen Chemie-Unternehmen her. Nachdem die I.G. Farben dazu gezwungen gewesen waren, ihre wichtigen Filialen in Übersee 1935/36 wegen Devisenknappheit aufzugeben, ließ sich die I.G. Farben bereitwillig auf die von Görings Vierjahresplanbehörde verlangte Autarkie und Aufrüstung verpflichten. Zu Beginn des Vierjahresplans erhielt die I.G. Farben von dem 90 % des Gesamtetats umfassenden Chemiebereich den Zuschlag für 72,7 % der Mittel, was den vergeblichen Protest der anderen Chemieunternehmen und von Schacht hervorrief. Der Vierjahresplan wurde daher in der deutschen Wirtschaft auch als I.G. Farben-Plan bezeichnet. Sie übernahm neben der Synthetisierung von Öl und Gummi auch die Herstellung von „tausenden“ weiteren so genannten „kriegswichtigen“ Stoffen und wurde dabei weiterhin von US-amerikanischen Unternehmen unterstützt.
Nachdem es gelungen war, das Haber-Bosch-Verfahren zur Ammoniaksynthese im industriellen Maßstab anzuwenden, trieb Carl Bosch als Vorstandsvorsitzender ein zweites Großprojekt in der Hochdruckchemie voran – die Benzingewinnung durch Kohleverflüssigung (oder Kohlehydrierung) nach dem Bergius-Verfahren. Das Prestigeprojekt verursachte immer mehr Herstellkosten, so dass sich selbst auf der Direktoren-Ebene dagegen Widerstand formierte. Eine erste Reise Boschs in die USA 1927, um bei Standard Oil Investitionsinteresse zu fördern, verlief erfolglos. Nach weiteren gegenseitigen Besuchen wurde im November 1929 ein Geheimabkommen zur globalen Aufteilung der Märkte geschlossen. Der Rockefeller-Trust erhielt die globalen Nutzungsrechte für natürliche Produkte wie Erdöl und Kautschuk und die I.G. Farben die Weltmarktrechte für alle künstlichen Produkte wie die Benzin- und Bunasynthese. Dafür bekam die I.G. Farben nun eine Finanzierung in Höhe von 35 Mio. RM in Form von Standard-Oil-Aktien. Doch dies hielt nur eine kurze Zeit vor; die Synthetisierung im großtechnischen Maßstab bereitete anhaltende Schwierigkeiten und trieb die Kosten weiter bis auf eine Höhe von 500 Millionen RM.
1935 kam noch ein Vertrag zur Lieferung einer Produktionsstätte für Tetraethylblei hinzu, einem Antiklopfmittel für Benzin, dessen Patente von einer Gemeinschaftsfirma der Standard Oil, General Motors und DuPont gehalten wurden. DuPont investierte und kooperierte seit den 1920er-Jahren mit der deutschen Rüstungsindustrie bis zum Jahresende 1941, als am 11. Dezember 1941 – vier Tage nach dem japanischen Angriff auf Pearl Harbor – auch das Deutsche Reich den USA den Krieg erklärte. Die damals zweitgrößte US-amerikanische Chemiefirma räumte an zwei I.G.-Farben-Tochtergesellschaften das Recht zur Nutzung neuer Verfahren und Produkte in der Sprengstofftechnologie ein. Um den Einfluss der I.G. Farben zu begrenzen, versuchte Reichsbankpräsident Schacht 1933 eine Union unabhängiger Chemieunternehmen zu bilden. Doch selbst mit der Unterstützung von Schacht wagten es die Firmen nicht, die Macht der I.G. Farben herauszufordern. Der Machtzuwachs der I.G. Farben dokumentierte sich auch in der Zunahme ihrer Repräsentanten im Vorstand des MWT ab 1933/34 und besonders im MWT-Kuratorium, das im September 1940 gegründet worden war.
Das Engagement der I.G. Farben für die MWT-Ziele basierte zentral auf der Züchtung und dem großflächigen Anbau von Sojabohnen in den südosteuropäischen Staaten. Es nimmt in der Reihe der Maßnahmen zum Aufbau einer Ergänzungswirtschaft in Südosteuropa für Deutschland einen wichtigen Stellenwert ein. Vor allem aber wird in der wissenschaftlichen Literatur der Sojabohnenanbau von 1934 an durch die I.G. Farben als ein Musterbeispiel für eine kriegsvorbereitende Autarkiewirtschaft gewertet, da das Soja-Eiweiß im Krieg als Wehrmachtverpflegung Verwendung finden sollte. Wegen des Krieges nahm die Soja-Ausfuhr allerdings immer mehr ab. Doch auch hier lag ein Zuschussgeschäft vor, da es nur durch Subventionen des deutschen Staates in Gang gesetzt und aufrechterhalten werden konnte. Andererseits dienten die Soja-Importe aus Südosteuropa als Tauschware für chemische Produkte (Farben, Chemikalien, Pharmazeutika) der I.G. Farben, da in dieser Ära der Devisenbewirtschaftung nur Kompensationsgeschäfte möglich waren. Auf dem Höhepunkt des Soja-Anbaus wurden in Rumänien bis zu 100.000 ha, in Bulgarien bis zu 35.000 ha und in Jugoslawien bis zu 12.000 ha angebaut. Drei Wochen nach dem Münchner Abkommen gründete die I.G. Farben am 21. Oktober 1938 einen firmeneigenen Südosteuropa-Ausschuss (SOA), um ihre Aktivitäten in dieser Region besser koordinieren und planen zu können. Besonders aktiv engagierte sich ab 1936 der I.G.-Farben-Vorstand Max Ilgner in den südosteuropäischen Angelegenheiten.
In der linksorientierten MWT-Diskussion wird die I.G. Farben häufig als ein exemplarisches Unternehmen des Dritten Reichs angeführt, um eine angebliche Einigkeit der deutschen Wirtschaft für Aufrüstung und Krieg zu belegen. Die Sonderrolle der I.G. Farben im Militarisierungsprozess Deutschlands wird pars pro toto mit der gesamten deutschen Wirtschaft gleichgesetzt. Eine Ausnahme hierzu bildet Sohn-Rethel, der den Gegensatz zwischen den Export- und Autarkie-Interessen innerhalb der I.G. Farben bis 1936 detailliert aufzeigt.

### Niederlagen für die MWT-Interessen
Zwischen März 1938 und März 1939 wurden Österreich und die sogenannten „Sudetengebiete“ der Tschechoslowakei militärisch annektiert. Die beiden Aneignungen stießen bei der Generalität und Industrie im Vorfeld auf Kritik, denn der Generalstab und der MWT bevorzugten eine wirtschaftliche und politische Form der Machtausübung in beiden Industriestaaten. Eine Verschwörergruppe um General Franz Halder, darunter Generalmajor Hans Oster, der Gestapo-Beamte Hans Bernd Gisevius und Admiral Wilhelm Canaris, plante einen Putsch im Falle einer militärischen Annexion der Tschechoslowakei, ließ dann aber wegen des Münchner Abkommens davon ab.
Laut Satzung und Mitgliederschaft waren zwar keine Beamten Mitglieder des MWT, doch nach Angaben Sohn-Rethels müsse in den ersten Jahren der NS-Diktatur die Armeeführung dem MWT als Unterstützer zugeordnet werden. Die weiteren Angaben in diesem Abschnitt beruhen ebenfalls auf der Zeitzeugenschaft Sohn-Rethels, der 1938 diese Berichte im britischen Exil für den Times-Chefredakteur Wickham Steed und für Winston Churchill geschrieben hatte. Ebenso erhielten sein Freund Adorno und Horkheimer sowie der emigrierte Ökonom Carl Landauer eine Zusammenfassung dieser Vorgänge.

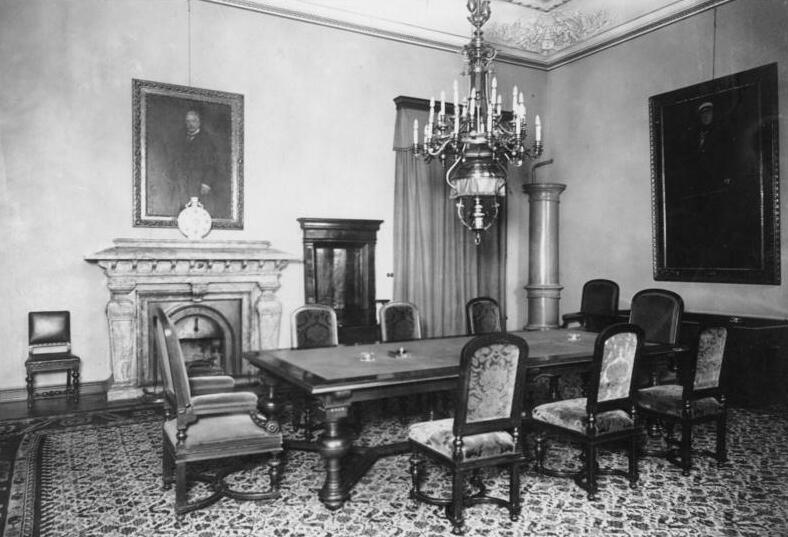
Kaminzimmer Hitlers in der Reichskanzlei
Treffpunkt des „Inneren Reichskabinetts“

Diese Niederlage der Wirtschaftsinteressen kündigte sich schrittweise bereits im politischen Machtzentrum an, dem sogenannten inneren Kabinett Hitlers („Inneres Reichskabinett“) mit acht Mitgliedern. Es tagte erstmals um den 10. Oktober 1935 in wöchentlicher Folge in Hitlers Reichskanzlei am Kamin und diente zunächst Gesprächen zur Beschleunigung der Aufrüstung. Von Industrievertretern erhielt der Kreis den sarkastischen Euphemismus „Gespräche am Kamin“. Die Teilnehmer des inneren Führungszirkels waren Hitler als Vorsitzender, „der aber in die Verhandlungen kaum jemals eingriff“, Heß als NSDAP-Vertreter, Raeder für die Kriegsmarine, von Blomberg als Stellvertreter für das Heer und den Generalstab, Göring für die Luftwaffe und als Bevollmächtigter für die Aufrüstung, von Neurath als Außenminister, Schwerin von Krosigk als Finanzminister und Schacht als Wirtschaftsminister und Reichsbankpräsident. Als einziger Vertreter der Wirtschaftsinteressen fungierte dort Schacht, der in diesem Kreis zunehmend an Einfluss verlor. Manchmal wurde der preußische Finanzminister Popitz eingeladen, damit sich Schacht nicht für unersetzlich hielt.
Die Gründung dieses inneren Führungszirkels im Oktober 1935 war Anlass für eine große Beunruhigung in den Vorstandsetagen der Wirtschaft, ihrer Verbände und der Reichswehr. Viele Denkschriften und Memoranden wurden verfasst, die mit wirtschaftlichen Argumenten den Kriegskurs revidieren wollten (z. B. Rückkehr zu den Bilanzierungsregeln, zu hohe Aufrüstungskosten). Schacht hatte als Mittler die Aufgabe, diese Denkschriften dem inneren Kabinett vorzutragen. Die bisherige „fatalistische Ergebenheit in den Gang der Dinge“ wurde von den „herrschenden Schichten des deutschen Großbürgertums“ noch einmal gründlich in Frage gestellt. „Plötzlich schienen der Kritik und der Diskussion alle Schleusen geöffnet zu sein.“ In konspirativen Sitzungen diskutierten Industrielle eine Entwaffnung der SA und SS durch die Reichswehr, ebenso wurde ein Staatsstreich erwogen. Doch der Kriegsbeschluss von Ende November 1935 gegen die Sowjetunion im Frühjahr 1939 hatte nur eine Zunahme der Beteiligung bisher abseits gebliebener Firmen an der Aufrüstung zur Folge, jegliche Putschplanungen wurden wieder aufgegeben. Es setzte sich die Meinung durch, dass letztendlich doch nur mit Hilfe der NSDAP als Massenbasis der Lohndruck bei niedrigsten Löhnen durchzuhalten war und dadurch viele finanzschwache Firmen vor dem Bankrott gerettet wurden. Schacht kommentierte diese Kapitulation des großbürgerlichen Lagers mit den Worten: „Wir sitzen alle in einem Boot.“

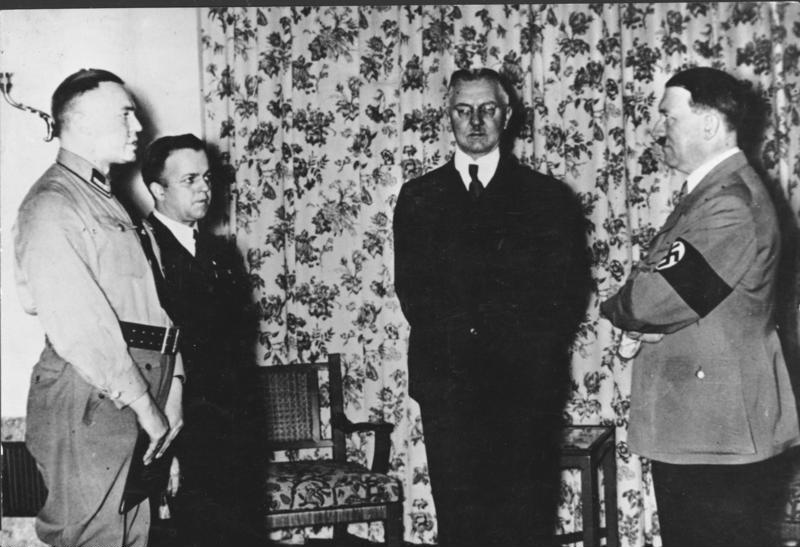
Hitler bei einer Besprechung mit Schacht (Mitte) zur wirtschaftlichen Lage, 1936

Der Generalstab der Wehrmacht machte jedoch in Absprache mit den führenden Finanzgruppen der Wirtschaft (Krupp, I.G. Farben, Stahlverein) der Kriegsfraktion vier Bedingungen, um die Kriegsplanung gegen die Sowjetunion zu erschweren. Die erste Bedingung war die zumindest indirekte Verfügungsgewalt über die mitteleuropäischen „Rohstoffe, Ernten, Energiequellen, Transportmittel, die Post und die Verwaltungseinrichtungen“. Zu Mitteleuropa zählte der Generalstab auch die wirtschaftlich starken Staaten Tschechoslowakei und Österreich, bei denen mit der Kontrolle über deren Banken und Stahlindustrie bereits eine wirtschaftliche Hegemonie sichergestellt war. Die zweite Bedingung für einen Krieg war ein Verteidigungsbündnis mit Polen. Die Reorganisation und Aufrüstung der polnischen Armee sollte in die deutsche Verantwortung übergehen. 1934 war versucht worden, mit Polen ein Rüstungsabkommen abzuschließen, was jedoch von polnischer Seite aus abgelehnt worden war. Damit konnte nur noch ohne oder gegen Polen ein Krieg gegen die Sowjetunion geführt werden. Als dritte Bedingung wurde im Kriegsfall eine Invasion japanischer Truppen im sibirischen Osten der Sowjetunion gefordert. Viertens sollte die britische Neutralität gewährleistet sein, um einen erneuten Zweifrontenkrieg wie im Ersten Weltkrieg zu vermeiden. Der personelle Zusammenhang zwischen der Großindustrie sowie den Großkaufleuten einerseits und der Hitler-Regierung andererseits erfolgte über zwei Gewährs- und Verbindungsleute der Industrie, nämlich den Leiter des Wehrwirtschaftsstabes Georg Thomas (1890–1946) und den Leiter des Heeresverpflegungsamtes (HVA) Friedrich Karmann (1885–1939), die beide antinazistisch eingestellt waren.
Mit der Einrichtung einer Vierjahresplanbehörde Ende 1936 unter der Leitung Görings wurde die Aufrüstung noch einmal forciert, alle kriegswichtigen Ressourcen wurden zentral von dieser Behörde erfasst und ihre Beschaffung organisiert. Bereits im Mai 1936 übertrug Hitler die Zuständigkeit für Rohstoffimporte und Devisen an Göring, worauf Schacht seinen Rücktritt einreichte. Hitler beließ Schacht im Amt, doch mit erheblich weniger Befugnissen. Die Stahlindustrie lehnte ebenso eine Autarkiepolitik ab, wie sie Göring nun durchsetzte, weil sie diese für zu teuer und viel zu ineffizient hielt wie die Reichswerke Hermann Göring bei Salzgitter. Stattdessen sollten die Rivalen Großbritannien und USA durch einen verbesserten Export auf dem Weltmarkt niederkonkurriert werden, wofür zuerst Südosteuropa als Basis langfristig aufgebaut werden sollte. Da Görings Vierjahresplanbehörde von Hitler das Recht auf die Leitung von Behörden erhalten hatte, kassierte Göring zunehmend nebenbei die Machtbasis der Industrie im Kriegsministerium ein, nämlich den Wehrwirtschaftsstab und das Heeresverpflegungsamt. Anfang 1937 forderte Göring von Schacht, die Währungsstabilität zugunsten einer inflatorisch aufgeblähten Geldmenge aufzugeben, um den Rüstungszuwachs zu finanzieren. Schacht weigerte sich, die Anti-Inflationspolitik aufzugeben, es war sein letztes Mittel gegen den Kriegskurs. Im November 1937 kam es zum endgültigen Zerwürfnis, Schacht trat schließlich am 26. November 1937 von seinem Amt als Reichswirtschaftsminister zurück.
1938 änderte der MWT seine Satzung von einem Verein in eine Gesellschaft, die nur noch Firmen und Einzelpersonen die Mitgliedschaft gestattete. Nach Schachts Rücktritt war dies eine Abgrenzung gegenüber möglichen Beeinflussungen von Vertretern aus NS-dominierten Behörden. Am 7. Februar 1939 wurden mit Ungarn und am 23. März 1939 mit Rumänien Staatsverträge abgeschlossen, welche den Deutschen dort mehr Möglichkeiten in der Landwirtschafts- und Industrieplanung einräumten. Görings Vierjahresplanbehörde und die zentralen Unternehmerorganisationen übergingen den MWT und übertrugen die Vorbereitungen und Verhandlungen mit den beiden Staaten der Reichsgruppe Industrie (RGI).

### Rückkehr des MWT in die Machtpolitik

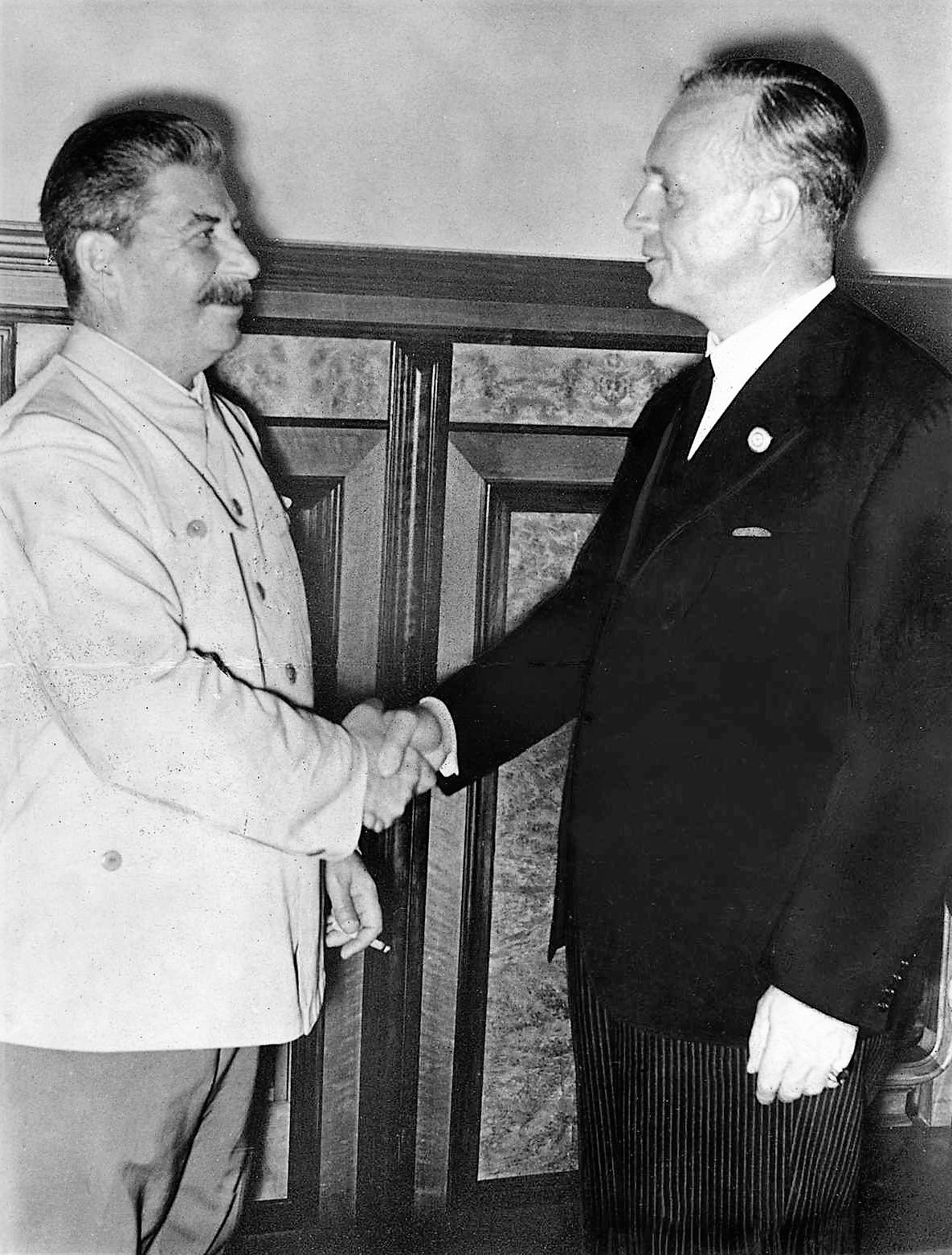
Stalin und Ribbentrop nach der Unterzeichnung des Hitler-Stalin-Pakts am 23. August 1939

Eine unerwartete Wende im außenpolitischen Kräftespiel verschaffte der wirtschaftspolitischen Strategie des MWT eine neue Chance. Wegen der weiterhin fehlenden Kooperationsbereitschaft auf polnischer Seite entschied sich Hitler im August 1939, Stalins Vorschlag zur Aufteilung Polens anzunehmen. Am 23. August 1939 unterzeichneten die Außenminister Ribbentrop und Molotow einen Nichtangriffspakt, den Hitler-Stalin-Pakt, der neben der Besetzung Polens einen umfangreichen und langfristigen Handels- und Kreditvertrag enthielt. Der Sowjetunion wurde von der Deutschen Golddiskontbank (Dego) ein Kredit in Höhe von 200 Mio. RM zum Kauf deutscher Industriegüter eingeräumt. Unter Mitwirkung von Wilmowskys Freund, dem Moskauer Botschafter Friedrich-Werner Graf von der Schulenburg, ermöglichte der Vertrag „den Bau von Fabriken, die Lieferung aller Arten von Maschinen und Werkzeugmaschinen, Ausrüstung zum Aufbau einer Naphtha-Industrie, einer sowjetischen Chemieindustrie, die Ausrüstung für eine elektrotechnische Industrie, Schiffe, Fahrzeuge, Transportausrüstung, Meßinstrumente, Laborausrüstung…“
Damit war die Grundlage für eine weitreichende wirtschaftliche Durchdringung der UdSSR gelegt worden. In einem Memorandum für Hitler und seinem Kabinett erläuterte das Außenministerium unter Federführung von Staatssekretär und MWT-Unterstützer Ernst Freiherr von Weizsäcker die Möglichkeiten des neuen Handelsabkommens:

„Beide Länder werden sich gegenseitig auf natürliche Weise bereichern: Die Sowjetunion, das Land der unbegrenzten Rohstoffquellen und großer langfristiger Wirtschaftsplanung, benötigt in absehbarer Zukunft deutsche Fertigwaren höchster Qualität. Deutschland, das aufgrund seiner ungeheuer spezialisierten Industrie die höchste Qualität liefert, der jetzt nur teilweise industrialisierten Sowjetunion die benötigten Fabriken und Ausrüstungen für die Entwicklung seines Industriesektors liefern kann. Und Deutschland ist auch unbegrenzt in der Lage, die sowjetische Produktion zu beliefern ….“

In der politischen Diktion der beiden europäischen Rivalen war damit den Deutschen unerwartet eine „pénétration pacifique“ eines „informal empire“ (Kontrolle eines Gebiets ohne offizielle staatliche Inbesitznahme) vom Atlantik bis zur Beringstraße möglich geworden. Der US-amerikanische Geopolitiker Zbigniew Brzeziński hebt im Vorwort in einem seiner Hauptwerke (The Grand Chessboard, 1997) die Einzigartigkeit dieser eurasischen Einheit hervor. „Eurasien ist somit das Schachbrett, auf dem sich auch in Zukunft der Kampf um die globale Vorherrschaft abspielen wird. Erst 1940 hatten sich zwei Aspiranten auf die Weltmacht, Adolf Hitler und Joseph Stalin, expressis verbis darauf verständigt (während der Geheimverhandlungen im November jenes Jahres), daß Amerika von Eurasien ferngehalten werden sollte. Jedem der beiden war klar, daß seine Weltmachtpläne vereitelt würden, sollte Amerika auf dem eurasischen Kontinent Fuß fassen. Beide waren sich einig in der Auffassung, daß Eurasien der Mittelpunkt der Welt sei und mithin derjenige, der Eurasien beherrsche, die Welt beherrsche.“ Zugleich stand mit dieser neuen Einheit die britische Strategie des „Teile und Herrsche“ (im englischen Sprachgebrauch: Balance of Power) vor dem Scheitern. Den britischen Geopolitikern des Round Table und des Außenministeriums war die machtpolitische Zweiteilung Kontinentaleuropas stets die oberste Maxime ihres Handelns gewesen. Ein einheitlich beherrschtes Europa sollte unter allen Umständen verhindert werden. Daher bemühten sich die britischen Industriellen in der „Anglo-German Fellowship“ um die NSDAP-Elite, damit diese der Sowjetunion als gemeinsamem Gegner den Krieg erklärten. Ribbentrop favorisierte ab 1939 die Option auf einen Kontinentalblock gegen Großbritannien wegen der britischen Kriegserklärung und nicht zuletzt aufgrund der Enttäuschung seiner Hoffnung auf eine britische Koalition, die ihm in der Anglo-German-Fellowship gemacht worden war.
Auf dem Höhepunkt seiner Macht erweiterte der MWT im September 1940 im großen Stil seine interne Struktur in Erwartung der bevorstehenden Aufgaben mit Beiräten und einem Kuratorium aus 21 Repräsentanten der Großbanken, Großindustrie, Handel und der Verkehrswirtschaft. Zu dem bereits bestehenden Beirat für Wissenschaft und Verwaltung (40 Mitglieder) fügte man noch einen Landwirtschaftlichen Beirat (18 Mitglieder), einen Industriebeirat (17 Mitglieder), einen Bankenbeirat (15 Mitglieder), einen Volkswirtschaftlichen Ausschuss (20 Mitglieder) und einen Verkehrsbeirat hinzu. Nach Hahns Tod 1939 übernahm Bernhard Dietrich 1940 seine Nachfolge als MWT-Geschäftsführer. Der bisherige Forschungsstand lässt noch keine gesicherte Einschätzung zu, wie hoch der Einfluss des MWT und seiner Unterstützer in der Ministerialbürokratie am Zustandekommen des Wirtschaftsabkommens war.
Ein weiteres effizientes Mittel zu einer indirekten Beherrschung eines Staates war das deutsche Modell der Großbanken, die Anteilseigner von Schlüsselindustrien waren und Industriepolitik betrieben. Die private Deutsche Bank und die staatliche Dresdner Bank kontrollierten nach der Übernahme von österreichischen und tschechoslowakischen Banken die wichtigsten landwirtschaftlichen Betriebe und Industrieunternehmen in Südosteuropa.

### Scheitern

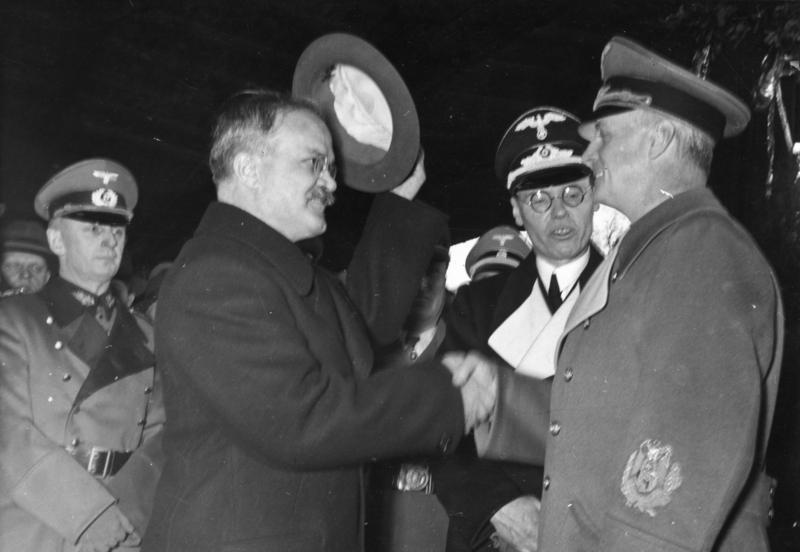
Molotow (Mitte) wird von Ribbentrop verabschiedet. Berlin, 14. November 1940

Nach dem Besuch des sowjetischen Außenministers Molotow in Berlin vom 12. bis 14. November 1940 stand die wirtschaftsorientierte Geopolitik erneut auf dem Spiel. Molotow warf Hitler Vertragsbruch vor, da die Wehrmacht mit Erlaubnis des rumänischen Diktators Ion Antonescu im Oktober 1940 die Erdölquellen in Ploiești besetzt hatte und Deutschland in Finnland nach Nickel schürfte, das zwei Wochen später angegriffen werden sollte (Winterkrieg). Auf beide Gebiete und andere um die Sowjetunion herum erhob Stalin Ansprüche, darunter die strategische wichtige Meerenge der Dardanellen; dies richtete sich gegen die Achsenmacht Italien. Im November 1940 wurde die Sowjetunion aus dem geplanten Vier-Mächte-Abkommen mit Italien und Japan ausgeschlossen. Am 18. Dezember 1940 gab Hitler dem Oberkommando der Wehrmacht den Befehl, den Angriff auf die Sowjetunion im Juni 1941 vorzubereiten. Der alte Plan von Ende November 1935, die Sowjetunion anzugreifen, wurde wieder aktiviert. Damit war der MWT endgültig gescheitert und seine politische Entmachtung folgte schließlich rasch nach. In einem Vertrag mit der Reichsgruppe Industrie (RGI) im Juli 1941 erklärte sich der MWT bereit, seine gesamte Industrieplanung in Südosteuropa einzustellen. Im November 1941 musste der MWT die meisten seiner Fachbeiräte dem neuen Südost-Ausschuss der RGI unterstellen. Von da an beschränkten sich die Tätigkeiten des MWT auf rein landwirtschaftliche Angelegenheiten und die Ausbildung von südosteuropäischen Kaufleuten.
Nach Ausbruch des Zweiten Weltkrieges stagnierten und verringerten sich diese Aktivitäten, da neben den zunehmenden Handelsschulden Deutschlands wegen des Vorrangs der Rüstungsproduktion verstärkt die Inflation in Südosteuropa zum Tragen kam und damit ein Handel mit Deutschland immer weniger einbrachte. Die Inflation entstand in Südosteuropa dadurch, dass die deutsche Reichsmark die Leitwährung gegenüber den anderen nationalen Währungen bildete, deren Wert in meist jährlich stattfindenden Verhandlungen neu festgelegt wurde. Die Währungsrelationen blieben konstant und durften von den europäischen Notenbanken nicht an die Marktschwankungen angeglichen werden. Durch das unfreiwillig anwachsende deutsche Handelsdefizit von 5,2 Mrd. RM im Juli 1942 auf 23,4 Mrd. RM zwei Jahre später fand eine Währungsentwertung auf Kosten der jeweiligen Staaten statt. Engdahl vergleicht diese Konstellation mit dem US-Dollar nach seiner Loslösung von der Goldbindung im August 1971.
Die 1940 in Wien gegründete Südosteuropagesellschaft (SOEG) übernahm ab Ende 1941 die Rolle der politischen Konzeptionsbildung. Die SOEG war eine Konkurrenzgründung der nationalsozialistischen Bürokratie, die mit rivalisierenden Organisationen auf allen Ebenen und Bereichen die bürgerlichen Institutionen verdrängen wollte. In einem gemeinsamen Ausschuss mit der RGI wurde der SOEG die wirtschaftswissenschaftliche Planung des MWT übertragen, doch die RGI setzte für sich den Vorrang der Entscheidungen durch. Zugleich bildete die RGI einen eigenen Südostausschuß. Zu Beginn des „totalen Krieges“ Anfang 1943 wurden die Industrieplanungsarbeiten eingestellt. Bei der Verhaftungswelle nach dem Attentat vom 20. Juli 1944 wurde auch eine Reihe von MWT-Repräsentanten festgenommen, darunter der MWT-Präsident Wilmowsky und die Mitglieder Hassell, Reuter und Zitzewitz, so dass der MWT als Organisation aufhörte zu existieren.

## Rezeption
Zum Themenbereich Mitteleuropäischer Wirtschaftstag und dessen Mitteleuropapolitik gibt es keine einheitliche und auch keine vorwiegende wissenschaftliche Meinung. Diese Heterogenität und die Forschungslücken sind Indizien dafür, dass die MWT-Forschung noch nicht abgeschlossen ist. In der Bundesrepublik Deutschland wurde der MWT bislang weitgehend von den Historikerschulen übergangen oder en passant erwähnt. Eine teilweise Erklärung für dieses „Unbekanntbleiben des MWT in der Nachkriegszeit“ bietet Sohn-Rethel an: Demnach sei der MWT bei den Nürnberger Prozessen nur einmal bei der Vernehmung des I.G.-Farben-Direktors Heinrich Gattineau erwähnt worden. Der Richter beachtete jedoch diesen Hinweis nicht, unterbrach Gattineau und äußerte, das gehöre nicht hierhin. Dadurch wäre der MWT der Aufmerksamkeit der Militär-Gerichtsbarkeit entkommen. Allerdings hatten zumindest die Briten zuvor Kenntnis von der Existenz des MWT gehabt, da eine britische Gründungsgruppe der Mitteleuropäischen Wirtschaftstagung des Wiener Großkaufmanns Meinl angehört hatte, bis diese von den Deutschen aus der Organisation verdrängt worden war.
Die überschaubare wissenschaftliche Rezeption des MWT lässt sich in vier Gruppen unterscheiden, die bisher kaum oder gar nicht voneinander Notiz nahmen. Alle Fraktionen beanspruchen, dass ihre Beschreibungen des MWT wesentlich und zutreffend seien, doch ist ihre Sichtweise stets nur auf einen mehr oder minder großen Ausschnitt begrenzt. Engdahls geopolitische Rezeption dagegen ist zwar am umfassendsten formuliert, beschränkt sich aber auf Beispiele zu den einzelnen Aspekten der Handels- und Industriepolitik. Eine Zusammenschau und ein Abgleich der verschiedenen Aspekte der komplexen Geschichte des MWT wird daher der Realität am ehesten gerecht. Durch Sohn-Rethels Veröffentlichung (1973; 1992) seiner kritischen MWT-Analysen aus den Jahren 1936–1938 wurden der Öffentlichkeit weitere Interna und Details bekannt, die noch nicht in den Aktenbeständen der Archive gefunden wurden.

### Offizielle Darstellung
Die Vertreter des Mitteleuropäischen Wirtschaftstages und aus seinem Umkreis sowie seiner Nachfolge-Organisationen wie der Südosteuropa-Gesellschaft äußerten aus ihrer Sicht die Funktionsweise und das offizielle Selbstverständnis des MWT als einer Organisation für Entwicklungshilfe und für eine „nachholende Modernisierung“. Es werden praktische und konkrete Projekte aufgeführt, deren Nutzen für die jeweiligen Staaten und Uneigennützigkeit der Deutschen hervorgehoben wird. In starkem Kontrast dazu werden alle Aktivitäten und Einflussversuche von Seiten der NS-Organisationen als überflüssig und schädigend dargestellt.

### Ökonomische Sichtweise
Die ökonomische Rezeption legt den Schwerpunkt ihrer Analyse auf ökonomische Daten und Initiativen. Zwar wird die politische Dimension der MWT-Aktivitäten gesehen, die politische Bedeutung der Mitteleuropapläne des MWT aber wird wegen des nur mäßigen wirtschaftlichen Erfolgs als gering bewertet. Diese Sichtweise ist vor allem in der österreichischen Literatur vertreten. Der Historiker Peter Krüger kritisiert die Mitteleuropapläne grundsätzlich als politisch schädlich, da „Mitteleuropa […] für die deutsche Wirtschaft nur in Ausnahmesituationen und großen Notlagen eine Rolle“ einnehmen konnte.

### Linke Rezeption

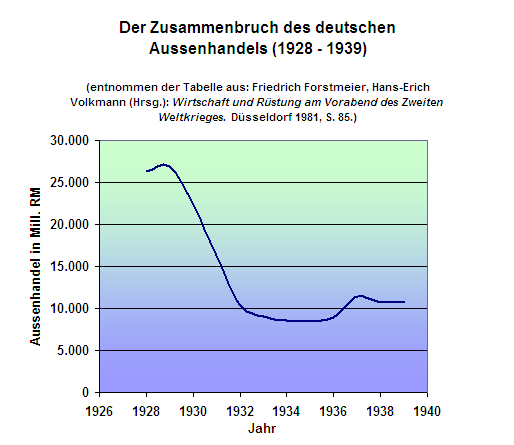
Zusammenbruch des deutschen Außenhandels in der Weltwirtschaftskrise

Die Rezeption der linken Historiker in der DDR (Barche, Berndt, Schumann, Schwarzenau, Seckendorf) wie der Bundesrepublik Deutschland (Drews, Opitz, Stegmann, Thörner) lässt sich beim Mitteleuropäischen Wirtschaftstag auf das Leitmotiv der Ungerechtigkeit und der Ungleichheit fokussieren. Die Argumentationen der linksorientierten Autoren gründen daher in erster Linie auf einer moralischen Einstellung und blenden alles aus, was ihrem moralisch negativen Bild über den MWT nicht entspricht. Einzig Sohn-Rethel analysiert den MWT aus einer marxistischen Perspektive und damit auf eine primär ökonomische Weise, er beschreibt ausführlich den Widerspruch von friedlicher Expansion und Aufrüstungszwang bei den MWT-Firmen. Für die Erklärung der Entstehung und Vergrößerung des allgemeinen Kapitalmangels verwendet er die marxistische Theorie von relativer (Kapitalismus) und absoluter Mehrwertproduktion (Faschismus). Wenn der „Akkumulationsprozeß des Kapitals“ nicht mehr nach den Regeln der Produktion des relativen Mehrwerts funktioniere, würde dann nur noch eine Senkung des allgemeinen Lohnniveaus, also eine „Senkung der Konsumtionsrate“, eine profitable Produktion aufrechterhalten. Dies mache für das Kapital einen Rückfall in die brutalen Methoden der ursprünglichen Akkumulation notwendig. Weil zunächst nicht die „stärksten, sondern die finanziell schwächsten Gruppen des Finanzkapitals“ Hitler zur Macht verhelfen wollten, lehnt er damit die im damaligen Marxismus vorherrschende Dimitroff-These vom Nationalsozialismus als dem Agenten des Finanzkapitals ab. Weiterhin führt Sohn-Rethel die allgemeine mangelnde Liquidität der deutschen Wirtschaft hauptsächlich auf ein „Dilemma der Rationalisierung“ und auf eine Zunahme ökonomischer Widersprüche zurück. Dagegen wird in der übrigen Literatur der Kapitalmangel vor allem durch die Reparationslasten und die zunehmenden Kreditschulden wegen der Aufnahme hochverzinster kurzfristiger Kredite bei Londoner und New Yorker Banken erklärt.
Die Darstellungen des MWT weisen bei den Vertretern linker Positionen zwei weitere Gemeinsamkeiten auf, zum einen sieht die Linke kein Primat des ökonomischen Hegemonialstrebens des MWT. Für den liberalen Historiker Wolfgang Mommsen dagegen bedeutet die Idee von Mitteleuropa nach dem Ersten Weltkrieg immer ein Primat von Wirtschaft und Politik; erst die „nationalsozialistische Politik führte […] zur endgültigen Diskreditierung […] der Mitteleuropaidee“. Der deutschen Wirtschaft und Politik wird von linksorientierten Historikern seit der Mitte des 19. Jahrhunderts eine Kontinuität der „Expansion“ im Sinne von Aggression vorgeworfen, so dass nicht mehr zwischen militärischem und wirtschaftlichem Imperialismus unterschieden wird. Vielmehr wird von vornherein offen oder implizit von einer Identität beider Strategien ausgegangen. In ihren Darlegungen legen daher linke Autoren häufig aufrüstungs- und kriegsfordernde Stellungnahmen und Forderungen von NS-Organisationen und nationalsozialistisch beherrschten Ministerien als den allgemeinen Konsens der gesamten Elite einschließlich des MWT aus.
Zum anderen wird von den Autoren die Entscheidungsfreiheit und Autonomie des MWT überbewertet. Deutschland agierte in einem Kräftefeld von Großmächten, deren unmittelbarer Einfluss auf die deutsche Politik zum Teil erheblich unterschätzt wird. So war schon die Konzentration auf den südosteuropäischen Markt eine Reaktion auf die vielfältigen Restriktionen der Siegermächte. Darüber hinaus behinderte und bekämpfte Großbritannien vor 1933 jeden größeren deutschen Versuch einer Einflussnahme in Südosteuropa, doch nach 1933 wurde das deutsche Hegemonialstreben nun nicht nur geduldet, sondern auch offen und kontinuierlich dazu ermuntert. Fritz Hesse, der erste Geschäftsführer des Deutschen Orient-Vereins, einem Ableger des MWT, machte in seinen politischen Memoiren den Deutschen den Vorwurf der Blindheit gegenüber der britischen Strategie.

### Geopolitische Rezeption
Der US-amerikanische Wirtschaftspublizist und -historiker F. William Engdahl orientiert sich zum großen Teil an Sohn-Rethels Beschreibung des Machtkampfs zwischen dem MWT und der NS-Elite, übernimmt aber nicht seinen marxistischen Determinismus als Erklärung. Die friedliche Strategie des MWT der wirtschaftlichen Durchdringung scheiterte nach Engdahl nicht an den Rüstungsschulden, sondern erst an der sowjetischen Macht- und Expansionspolitik Ende 1940. Weiterhin hat Engdahl als bislang einziger Autor einen geopolitischen Ansatz zur Analyse des MWT entwickelt. Dies steht in Gegensatz zur europazentrierten bis hin zu einer rein regionalen Betrachtungsweise der anderen Autoren, obgleich die Deutschen mit Friedrich Ratzel und Karl Haushofer führende Vertreter der Geopolitik vom Beginn der akademischen Institutionalisierung des Faches an aufzuweisen haben.
Engdahl definiert den politischen Rahmen für seine MWT-Darstellung wie folgt: Deutschlands Entwicklung in den 1930er-Jahren zur Diktatur und zum Krieg gegen die Sowjetunion lag im Interesse der Rockefeller-Finanzgruppe und der britischen Elite in Wirtschaft und Politik, repräsentiert durch die Herausgebergruppe der geopolitischen Zeitschrift Round Table. Der eurasische Kontinent sollte durch einen Krieg zwischen Deutschland und der Sowjetunion geteilt und geschwächt werden, damit sich Großbritannien als Weltmacht behaupten beziehungsweise die USA die Nachfolge des britischen Empires als Weltmacht antreten konnte. Zu diesem Ziel investierten Rockefellers Chase Manhattan Bank, andere Wall-Street-Banken und US-Konzerne in der rüstungsrelevanten Industrie Deutschlands. Die US-amerikanische Investmentbank Dillon, Read & Co. hielt Anteile in Höhe von 70 Mio. $ an dem 1926 fusionierten Stahlkonzern Vereinigte Stahlwerke. Wegen der fortgesetzten Geschäftsbeziehungen mit den Vereinigten Stahlwerken und der August-Thyssen-Bank wurde im Oktober 1942 gegen die Union Banking Corporation (UBC) Anklage erhoben aufgrund des Trading with the Enemy Act. General Motors ließ während der 1930er-Jahre bis zum Kriegseintritt der USA im Jahre 1941 LKW und Flugzeugmotoren in der 1929 übernommenen Adam Opel AG produzieren. Sutton weist nach, dass eine Bombardierung im Zweiten Weltkrieg nur bei denjenigen deutschen Elektro-Firmen und Rüstungslieferanten nicht stattfand, bei denen die beiden US-Firmen General Electric und International Telephone and Telegraph (ITT) hohe Aktienanteile hatten, nämlich AEG, Lorenz AG, Telefunken sowie Felten & Guilleaume. Standard Oil verpachtete seine Ölfelder in Ploiești an die I.G. Farben und lieferte Erdöl aus seinen Ölfeldern in Venezuela und Brasilien sowie Wolfram via Spanien an Deutschland bis zur amerikanischen Kriegserklärung Ende 1941 und darüber hinaus.
Ein Teil der Autoren (Sutton, Higham, Borkin) über die Geschäftsbeziehungen zwischen den US-Banken, den US-Firmen und den deutschen Firmen im Dritten Reich betrachtet diese nur als eine rein geschäftliche Angelegenheit, auch wenn sie diese moralisch verurteilen. Demgegenüber setzt Engdahl diese Geschäftsbeteiligungen und Verträge mit den geopolitischen Zielen der führenden US-Finanzgruppen und später des Council on Foreign Relations (CFR) in Bezug. Engdahl orientiert sich bei seiner Beurteilung des MWT an der zentralen Maxime des britischen Geopolitikers Halford Mackinder: Eine Herrschaft über Eurasien, das von ihm so genannte Herzland, schließe zugleich die Weltherrschaft ein. Folglich sei eine Zersplitterung, zumindest jedoch eine Zweiteilung der politischen Herrschaft über Eurasien notwendig für die weitere Hegemonie des britischen Empires. Eine einheitliche politische Herrschaft über Eurasien sollte daher unter allen Umständen verhindert werden. Nach Engdahl richten bis heute die USA und Großbritannien ihre jeweilige Geopolitik an dieser Maxime aus. Als aktuellen Beleg führt Engdahl den US-amerikanischen Geopolitiker Zbigniew Brzeziński an, der für US-Präsident Jimmy Carter der offizielle Sicherheitsberater war und danach inoffiziell alle weiteren US-Präsidenten bis Barack Obama beraten hat. Brzeziński bezieht in seinem Hauptwerk „The grand chessboard“ (Die einzige Weltmacht, 1997, S. 63f.) seine Hauptthese ausdrücklich auf Mackinders Maxime:

„Wer über Osteuropa herrscht, beherrscht das Herzland:
Wer über das Herzland herrscht, beherrscht die Weltinsel.
Wer über die Weltinsel herrscht, beherrscht die Welt.“

Eine Reihe von Mitstreitern wie etwa Brent Scowcroft und Richard Holbrooke agieren heute in seinem Sinne für die amerikanische Außenpolitik, die der New Yorker Council on Foreign Relations in Zusammenarbeit mit dem personell unterbesetzten Außenministerium erstellte. Ziel der Studien war die Errichtung einer Pax Americana in der Nachfolge der Pax Britannica. Wie beim MWT sollte auch das amerikanische Ziel einer Weltherrschaft mit primär wirtschaftlichen und nur in zweiter Linie mit militärischen Mitteln durchgesetzt werden. Das CFR-Projekt sah vor, im Namen von Demokratie, Freiheit und Menschenrechten sich für die Befreiung von „unterdrückten Kolonialvölkern“ einzusetzen und das „freie Unternehmertum“ sowie „offene Märkte“ zum Vorteil der US-Industrie zu unterstützen (Grand Area).

## Stand der Forschung
Die Bewertungen der Bedeutung des Mitteleuropäischen Wirtschaftstages vor und während des Deutschen Reiches 1933 bis 1945 schwanken außerordentlich stark. Entgegen den einzelthematischen Abhandlungen hat in den meisten Gesamtdarstellungen zum Themenbereich Wirtschaft und Nationalsozialismus der MWT bislang noch keine Berücksichtigung oder nur wenig Beachtung finden können. Der MWT gilt in den bislang veröffentlichten Einzelabhandlungen konservativer und liberaler Tradition mehrheitlich als einer der erfolgreichsten deutschen Wirtschaftsverbände, der aber keine hegemoniale Stellung während der NS-Diktatur eingenommen habe. Eine Minderheit der liberalen und konservativen Autoren sieht dagegen den MWT als eine politisch bedeutungslose Entwicklungshilfeorganisation oder als einen Wirtschaftsverband mit großen, doch vergeblichen Ambitionen.
Die Mehrheit der Rezeption insgesamt wird gegenwärtig von Historikern mit linken Orientierungen gestellt und diese sieht den MWT als das verborgene Machtzentrum der deutschen Wirtschaft kurz vor dem „Dritten Reich“ und während dessen ersten Jahre. Erst das Bündnis aller maßgeblichen Herrschaftseliten im MWT habe Hitlers Diktatur den Weg geebnet und Südosteuropa als neuen „Großwirtschaftsraum“ geschaffen. Nach Sohn-Rethel, Borkin, Roth und anderen, meist linksorientierten Historikern sah die NS-Führung ihr Heil und ihren Fortbestand nur durch eine beständig vorangetriebene Eskalation der Gewalt und Aufrüstung bis hin zu Raubkriegen gesichert. Während für die bürgerlichen Machtzentren (Industrie, Großbanken, Armee, Staatsbürokratie) die Aufrüstung der Wehrmacht anfänglich nur eine von mehreren Maßnahmen zur Wiedergewinnung der früheren Macht vor dem Versailler Vertrag war, hätte die Militarisierung der NSDAP-Spitze ihre Existenz garantiert. Je mehr sich die nicht-reproduktive Industrieproduktion zu Lasten des produktiven Sektors ausweitete, desto zwingender wäre die Kompensation und Legitimation der anwachsenden Staatsschulden durch einen Raubkrieg geworden. Die kontinuierliche Machtverschiebung zugunsten der NS-Elite durch einen anwachsenden Druck zur Aufrüstung ließe sich an der Entwicklung des MWT beispielhaft ersehen.